# Egenbüttel

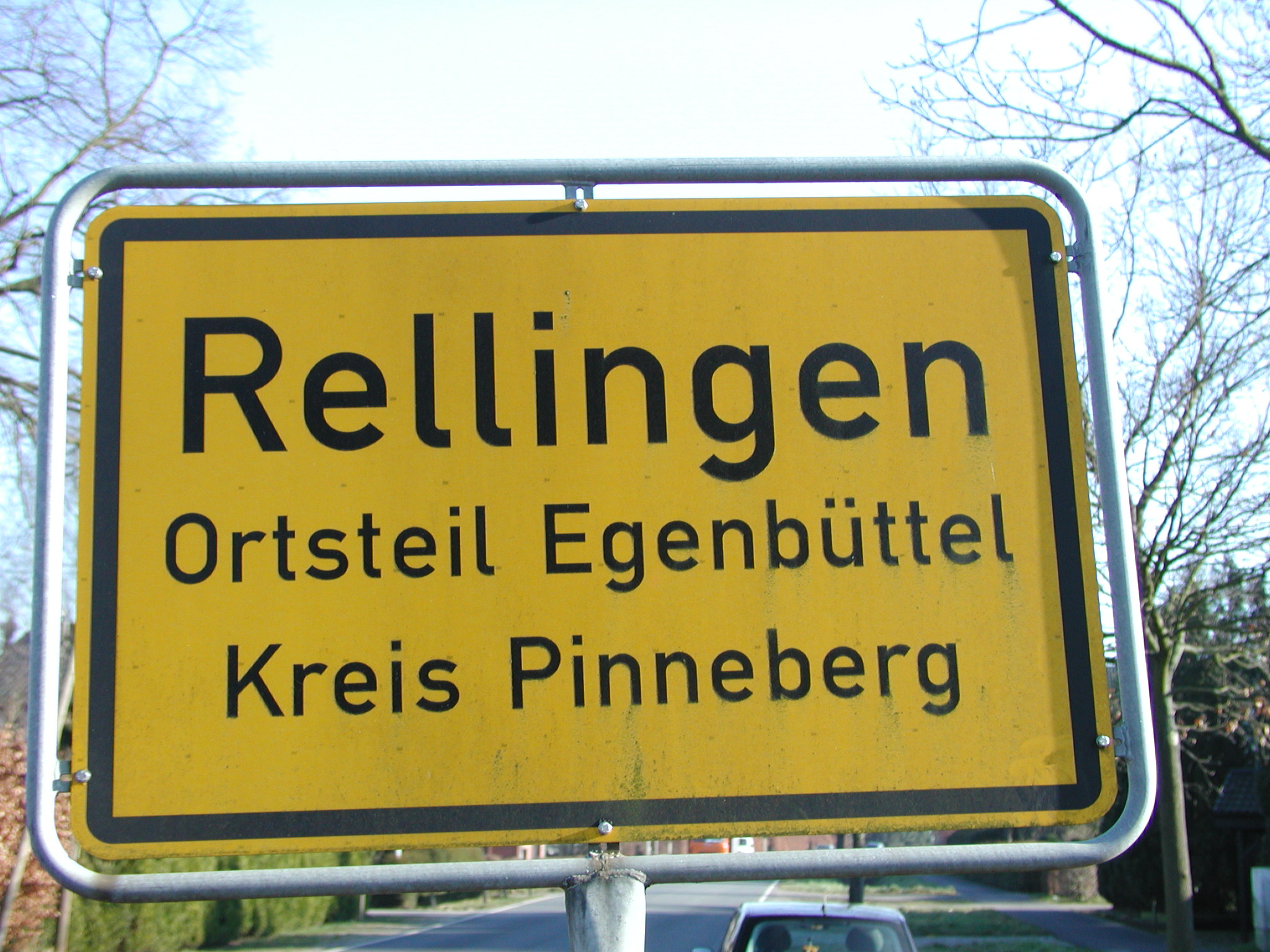
Ortsschild von Egenbüttel

Egenbüttel ist ein Ortsteil der aus drei Ortsteilen bestehenden holsteinischen Gemeinde Rellingen im Kreis Pinneberg. Die beiden anderen Ortsteile sind Rellingen-Ort und Rellingen-Krupunder. In Rellingen-Ort wird das Gewässer Mühlenau auch als Rellau bezeichnet, sie mündet in Pinneberg in die Pinnau und später in die Elbe.

## Lage
Egenbüttel grenzt im Norden und Osten an die Gemeinde Ellerbek, im Westen an den Ortsteil Rellingen-Ort und im Süden an die Ortsteile Rellingen-Ort und Rellingen-Krupunder. Die nicht schiffbare Mühlenau (Rellau) bildet – von Ellerbek kommend – für gut zwei Kilometer die natürliche Gemeindegrenze zu Ellerbek und Rellingen-Ort.

## Geografische Lage
Egenbüttel gehört zu den älteren Dauersiedlungen des Kirchspiels Rellingen. Schon seine Lage gibt deutliche Hinweise. Es erhebt sich auf einem Höhenzug, um den sich, mehrfach gegliedert, die Niederung der Mühlenau (Rellau) windet. Das Landesvermessungsamt Schleswig-Holstein in Kiel stellte folgende Geländehöhen rings um Egenbüttel fest: an der Rellau (Mühlenau) in Rellingen-Ort nahe der Gabelung Stawedder/Mühlenstraße 6,6 m, auf der Rellinger Seite am Jebbenberg flusswärts 6,4 m, an der Mühlenau zwischen Egenbüttel und Ellerbek 7,6 m, auf dem Landschaftsrücken bei Keller 12,8 m, auf dem Hempberg des Egenbütteler Höhenzuges sogar 13,8 m. Auffällig zeigt sich der Anstieg nach Egenbüttel ab Rellingen auf der Hamburger Straße und auf dem Halstenbeker Weg ab Mühlenstraße.

## Geschichte
Urkundliche Erwähnungen im 14. Jahrhundert findet der Ort durch das Auftreten eines Fridrich Edinckbuttell (auch: Fredrich Eidenbuttell) 1564 in Rellingen, sowie beim Verkauf des Kapiteldorfs Rellingen im Jahr 1564 durch die Erwähnung der Egenbütteler Zinspflichtigen Heinrich Hatken, Claus Warneke, Hartich Hartken, sowie auch die Nennung von Carsten Edenbüttel 1590 in und bei Wedel als Familienname. Die älteste urkundliche Erwähnung von Egenbüttel sowie Herkunft des Namens hat die Forschung lang und arbeitsintensiv beschäftigt.
Aufgrund der Beschlüsse der Gemeindevertretung der Gemeinde Rellingen vom 25. September 1973 und der Gemeindevertretung der Gemeinde Egenbüttel vom 20. September 1973 wird ein Grenzänderungsvertrag am 5. Oktober 1973 vereinbart. Seit dem 1. Januar 1974 ist Egenbüttel ein Ortsteil der Gemeinde Rellingen.

### Flurbezeichnungen
Bei der Einführung offizieller Straßennamen verwendete die Gemeinde Egenbüttel die alten Flurbezeichnungen exakt oder in leicht ergänzter oder abgeänderter Form. Bis 2007 sind folgende alte Flurbezeichnungen in den Straßennamen erhalten: Am Hasloegen, Bitzkamp, Bosselwisch, Hempberg, Heidkoppel, Im Dorfe, Kellerstraße, Kurtenkamp, Pütjenweg, Redwisch.
Die vom Katasteramt Pinneberg herausgegebenen fünf Flurkarten der Gemarkung Egenbüttel enthalten neben den Grundstücksabmessungen ebenfalls die erwähnten Flurbezeichnungen. Die folgende Aufstellung enthält sämtliche eingezeichnete Flurbezeichnungen. Es ist aber davon auszugehen, dass die Flurbezeichnungen auf den Karten mit Neubaugebieten mit den Einträgen der Neubauten verschwanden, das gilt besonders für das Gebiet Rechterallee, Moorweg, Hans-Reuman-Straße und Hermann-Löns-Weg.
- Gemarkung Egenbüttel Nr. 17; Flur 1: Bosselwisch, Gaselwisch, Mühlenhoffwisch, Grotwisch, Egenbüttelerwisch, Heidhorst, Isch, Ubhoff, Ohlenbossel, Bosselwiek, Surbrock, Diekreyn, Kattenkeil, Hasreyn, Weide
- Gemarkung Egenbüttel Nr. 17; Flur 2: Im Dorfe
- Gemarkung Egenbüttel Nr. 17; Flur 3: Redwisch, Welchkamp, Stinop, Melandswisch, Groten Stücken, Bitzkamp, Karberg, Unfeld, Unfelds Heide, Heidkoppel
- Gemarkung Egenbüttel Nr. 17; Flur 4: Billors Bruch, Nettelkrog, Ruhwisch, Alt Egenbütteler Gehege, Schulkoppel, Horstkoppel, Keller, Hasfeld, Harstenberg, Kurtenkamp, In der Heide, Poggenpulwisch, Tröntmoor, Hembergs Wischen, Kamp, Kamp, Ohl-Moor, Ohlen Kamp, Hemberg
- Gemarkung Egenbüttel Nr. 17; Flur 5: Hasreyn, Kohlhof, Hasloegen, Püttgen, Lehmkamp, Lüttwisch, Grotwisch, Dehlwischen, Neuwisch, Egenbütteler Moor

## Einwohnerentwicklung
| Jahr               | 1803 | 1890 | 1895 | 1900 | 1905 | 1910 | 1919 | 1925 | 1933 | 1937 | 1939 | 1946 | 1948 | 1950 | 1956 | 1961 | 1970 | 1973 |
| ------------------ | ---- | ---- | ---- | ---- | ---- | ---- | ---- | ---- | ---- | ---- | ---- | ---- | ---- | ---- | ---- | ---- | ---- | ---- |
| Anzahl (am 31.12.) | 210  | 282  | 294  | 319  | 351  | 413  | 406  | 419  | 546  | 607  | 611  | 1127 | 1211 | 1312 | 1443 | 1577 | 2083 | 2389 |

Nach dem freiwilligen Zusammenschluss von Egenbüttel und Rellingen am 1. Januar 1974 wird die Bevölkerungsentwicklung von Egenbüttel gemeinsam mit Rellingen geführt.

## Verkehr

### Öffentlicher Nahverkehr
Egenbüttel liegt im Tarifbereich des vom Hamburger Verkehrsverbund angebotenen ÖPNV. Die Buslinie 195 der Verkehrsbetriebe Hamburg-Holstein fährt von der Kreisstadt Pinneberg (am gleichnamigen Bahnhof unter anderem Bedienung durch die S-Bahn Hamburg, Linie S3) über Rellingen durch Egenbüttel und weiter über Ellerbek-Süd, die Haltestelle Schnelsen der AKN-Linie A1, dem Ortskern von Hamburg-Schnelsen zum U-Bahnhof Niendorf Nord der U-Bahn-Linie U2. Die Buslinie 185 fährt von Pinneberg über Rellingen zur S-Bahn-Haltestelle Halstenbek durch das westliche Egenbüttel (Halstenbeker Weg). Dort kann in die Buslinie 184 umgestiegen werden, sollte man bis zur Elbgaustr. weiterfahren wollen.
Für den Schülerverkehr werden zudem die Buslinien 781 durch Egenbüttel, Ellerbek und Rellingen und 595 von Tangstedt und Rellingen zum Schulzentrum angeboten.

### Straßen
Egenbüttel liegt verkehrsgünstig zu der Bundesautobahn 23 und der Bundesautobahn 7, beide Autobahnen sind in nur wenigen Kilometern zu erreichen. Innerorts wird Egenbüttel durch die Pinneberger Straße und der Kellerstraße erschlossen. Die um 1905 ausgebaute Pinneberger Straße verläuft vom Egenbütteler Osten in (Hamburg-)Schnelsen bis nach Rellingen-Ort im Westen.

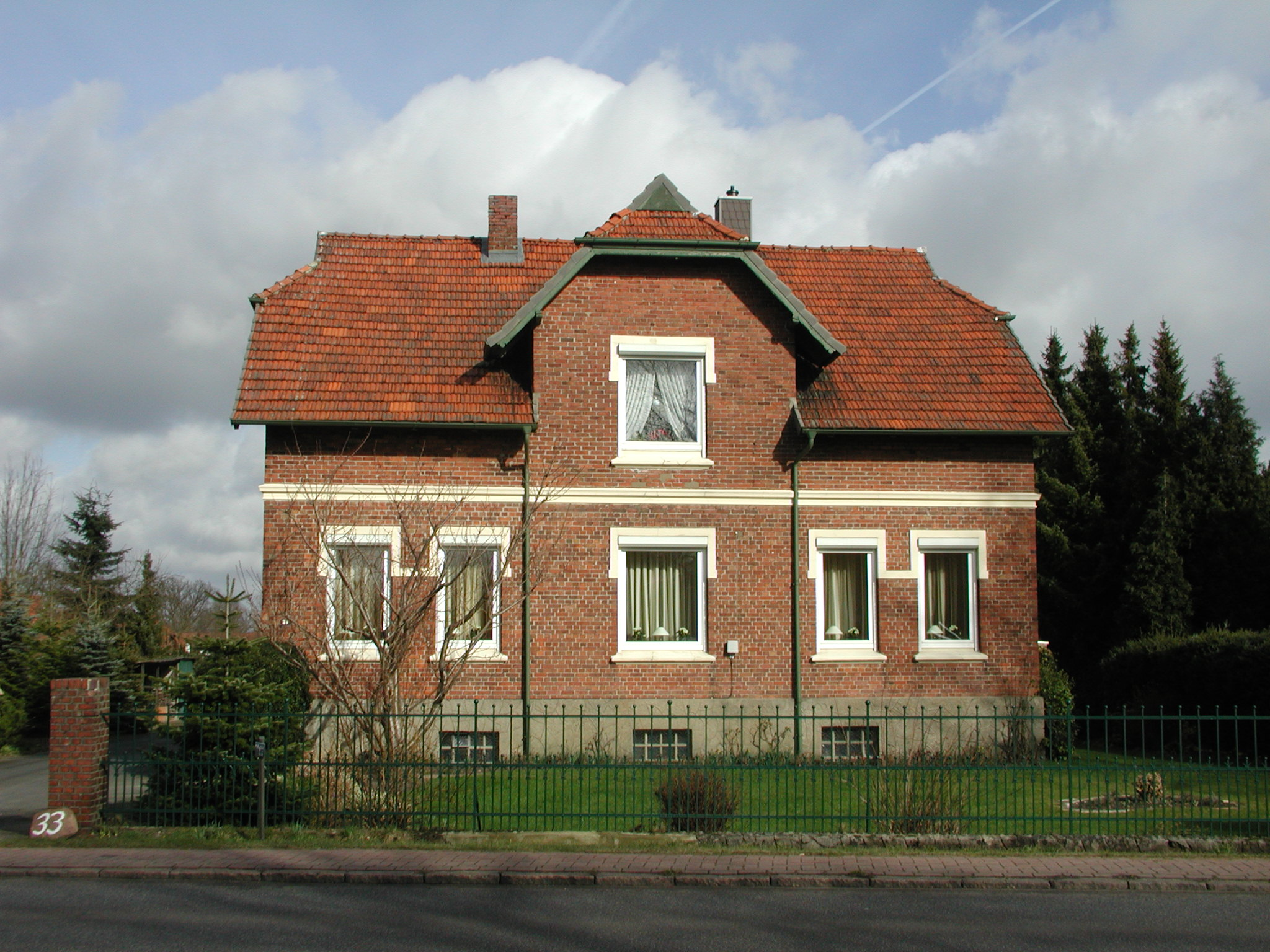
Pinneberger Straße 33
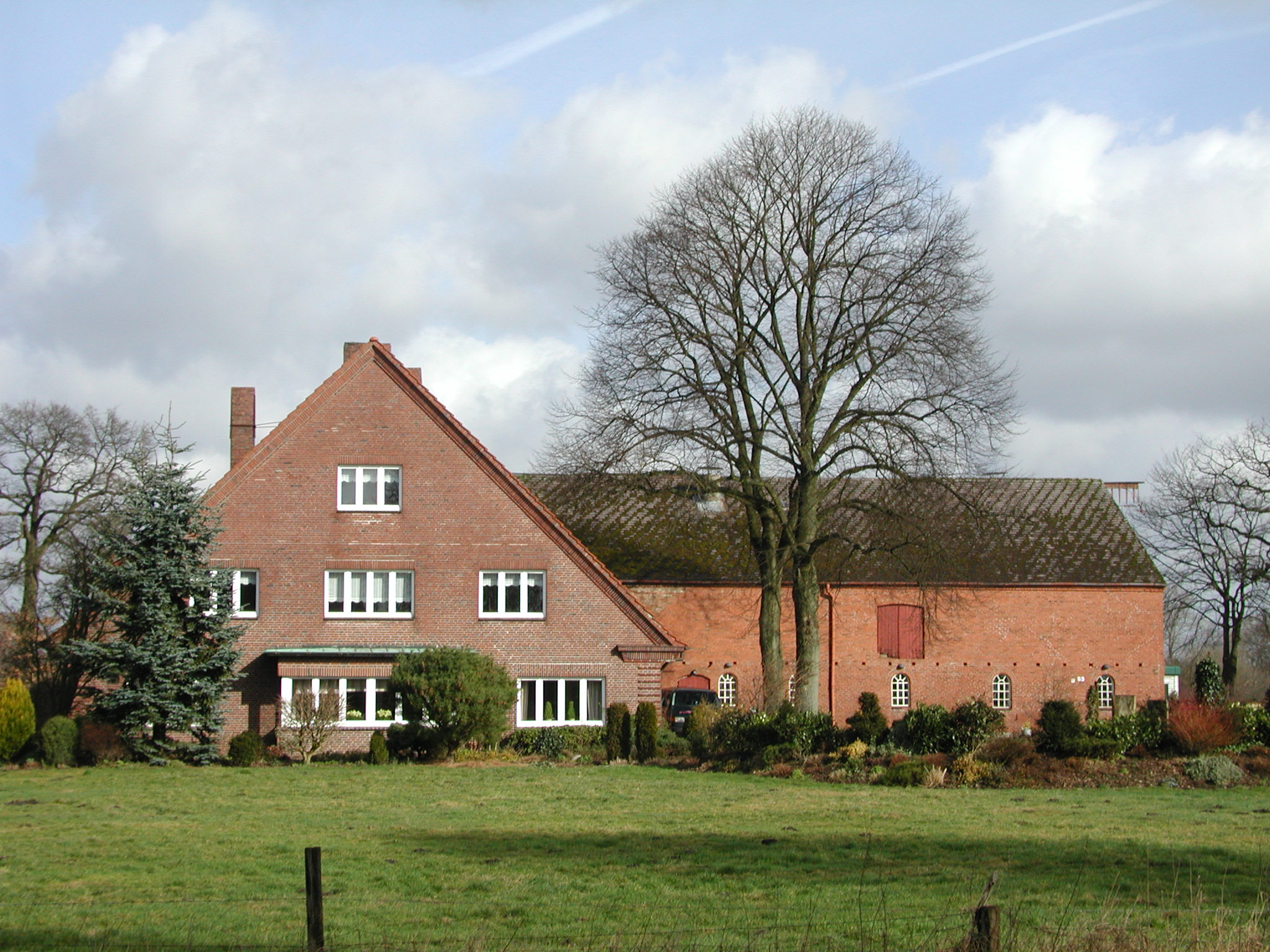
Pinneberger Straße 53 Hof Timm > Hatje > Quast
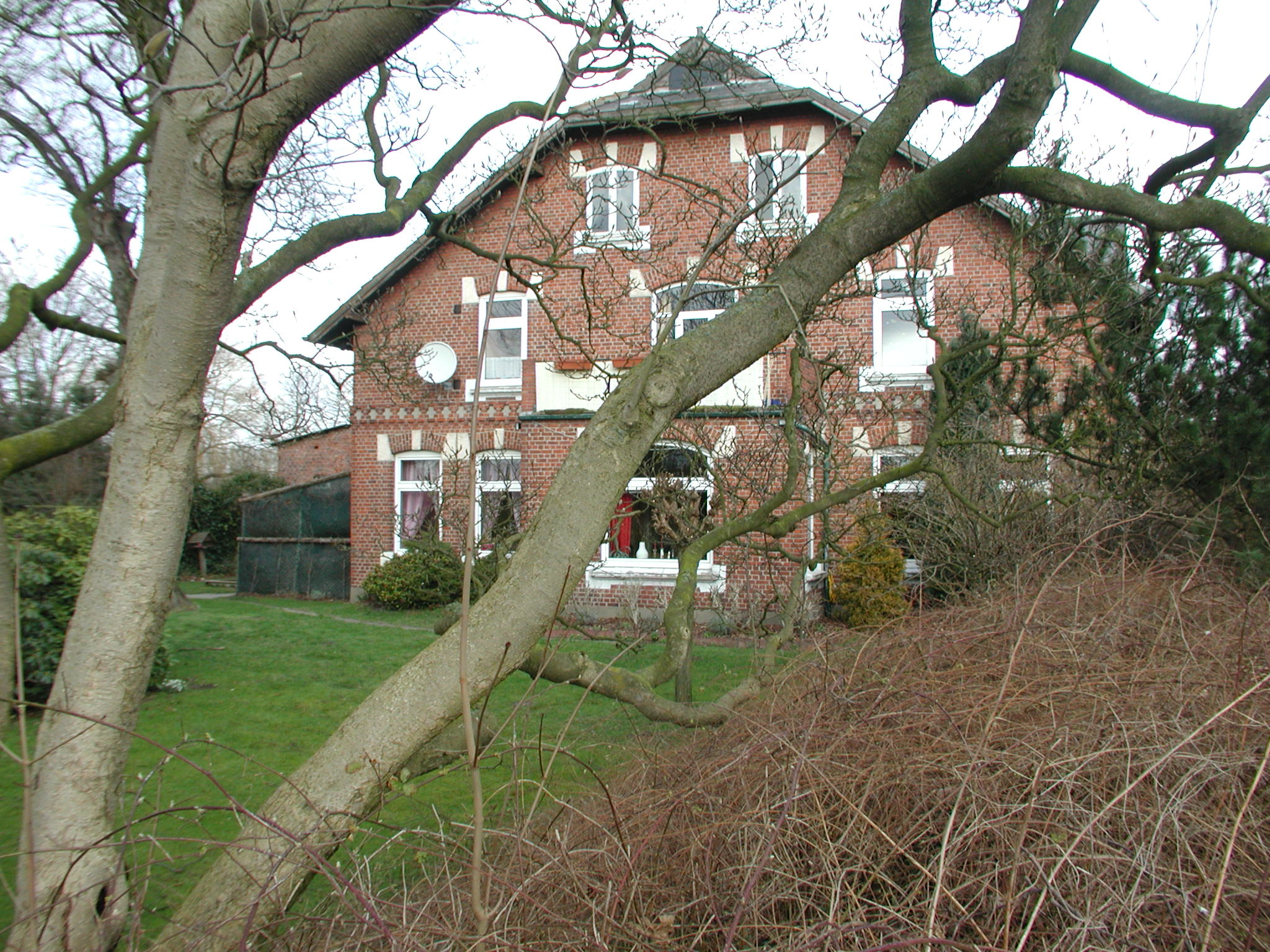
Pinneberger Straße 119 Hof Reumann > Nagel
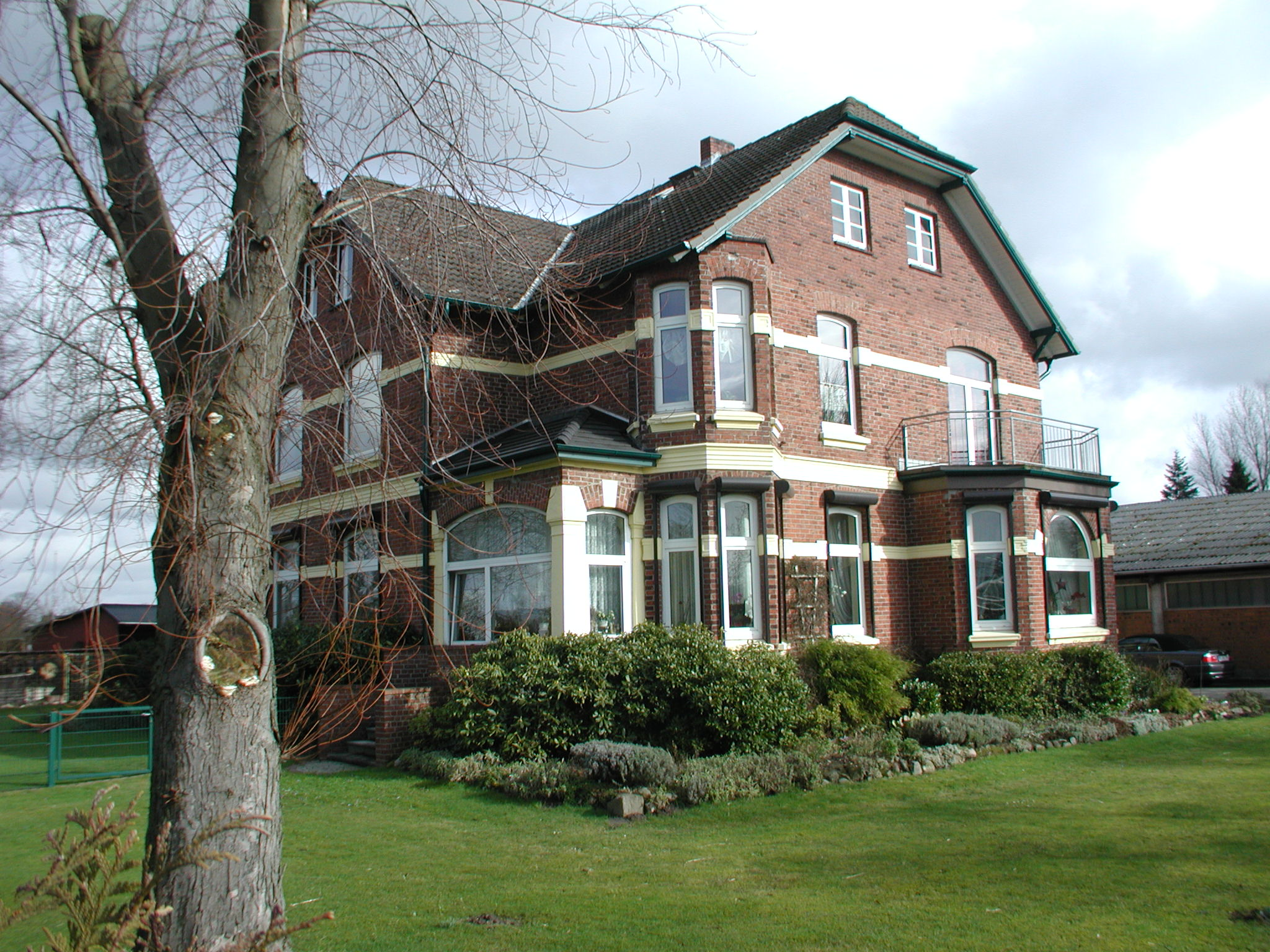
Pinneberger Straße 121 Hof Reumann

- Die Kellerstraße führt von Ellerbek kommend in südlicher Richtung über die Kreuzung Keller-/ Pinneberger Straße bis an die Bundesautobahn 23 mit der Anschlussstelle Halstenbek/Krupunder.
- In der Fasanenstraße ist die Straßenbeschilderung an dem Abzweig Fasanenstraße 31 und Am Moorbad ungewöhnlich. Wie das folgende Foto zeigt, ist die Zufahrt zu der Nr. 31, dem früheren Moorbad Egenbüttel, als Privatweg gekennzeichnet. Das Straßenschild Am Moorbad dagegen ist ein normales Straßenschild. Erst hinter dem Gebäude 31 führt ein schmaler Plattenweg zu den im Wald versteckt liegenden zwölf Parzellen der ältesten Gartensiedlung von Egenbüttel. Auch die Siedlungshäuser sind zum Teil ungewöhnlich.

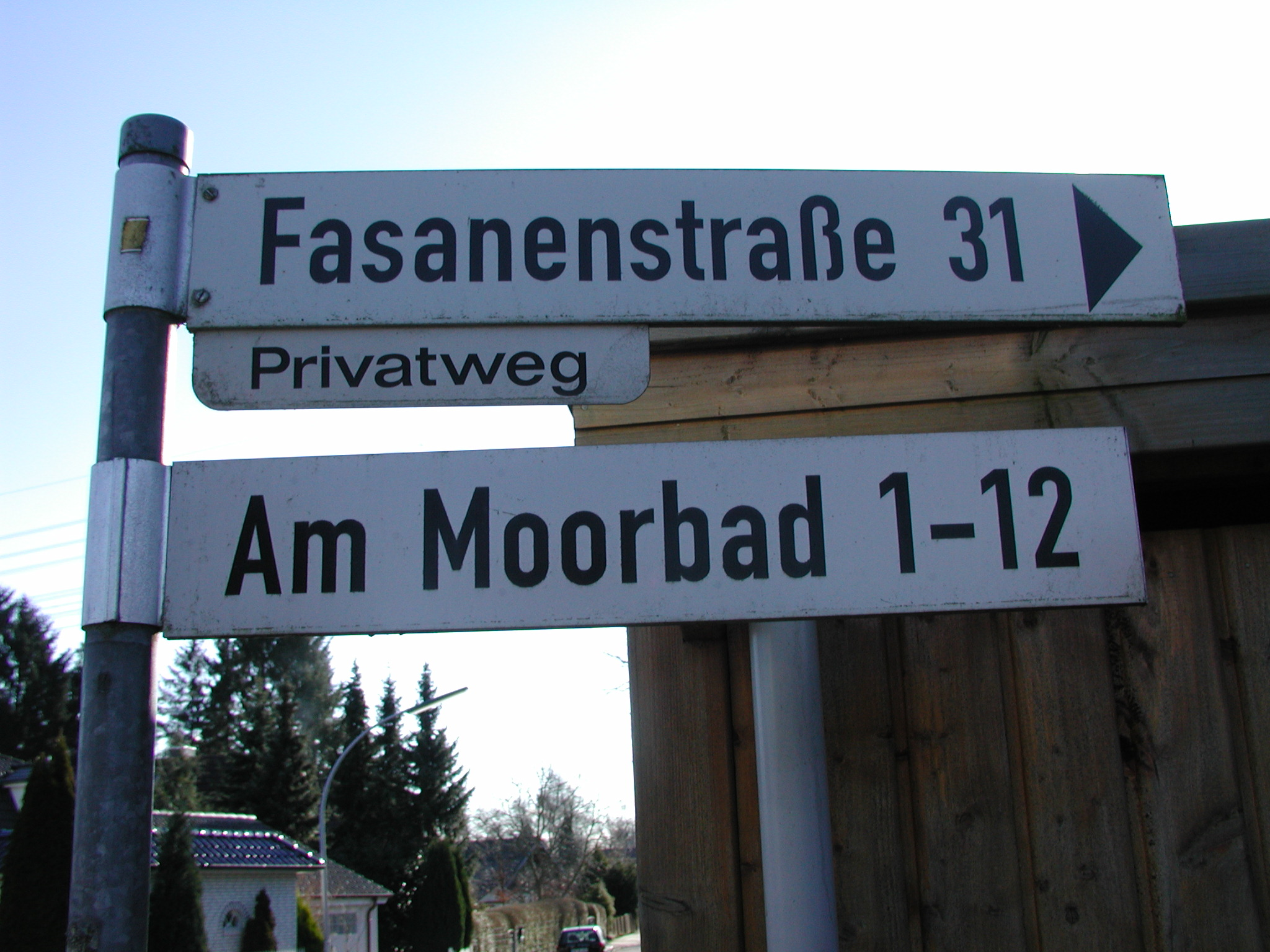
Beschilderung Fasanenstraße Am Moorbad
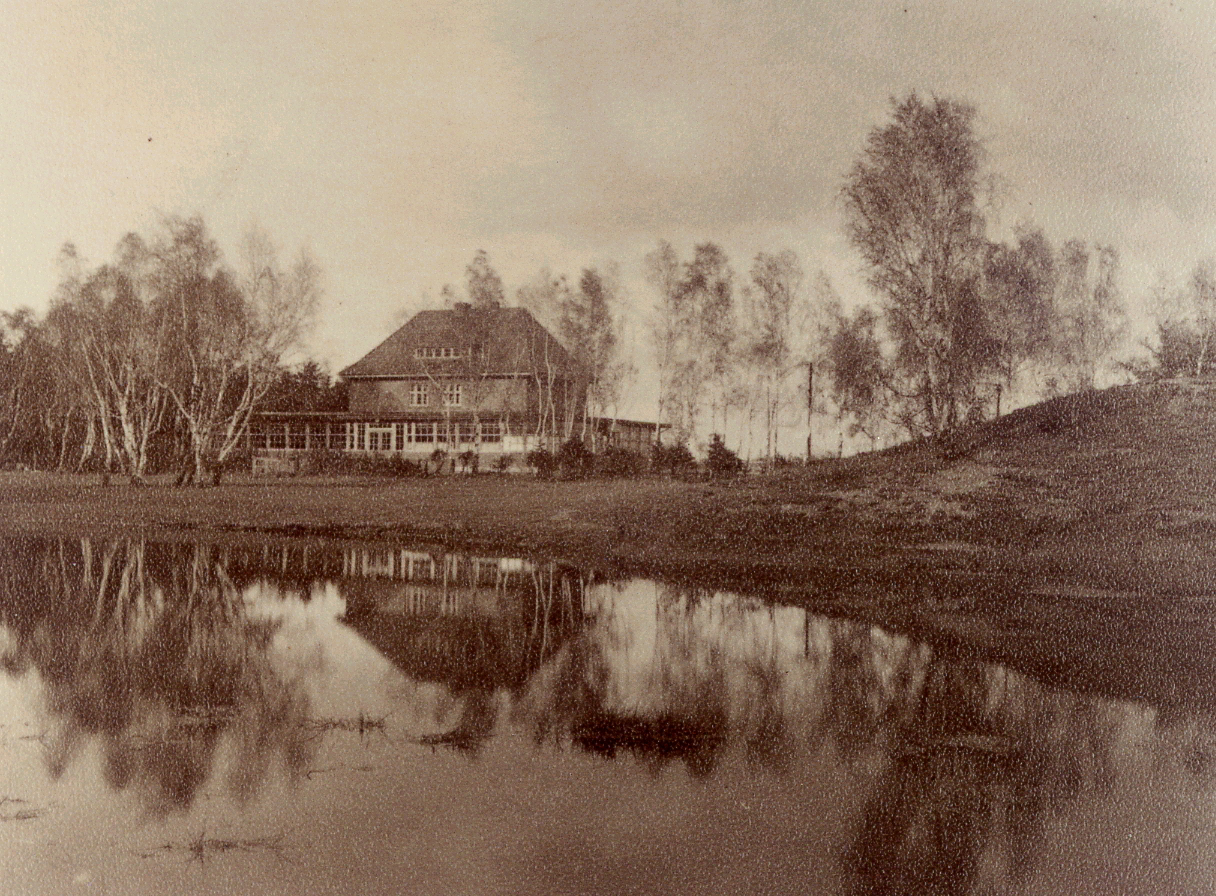
Kurhaus Bad Egenbüttel Badeanstalt rechts der Rodelberg
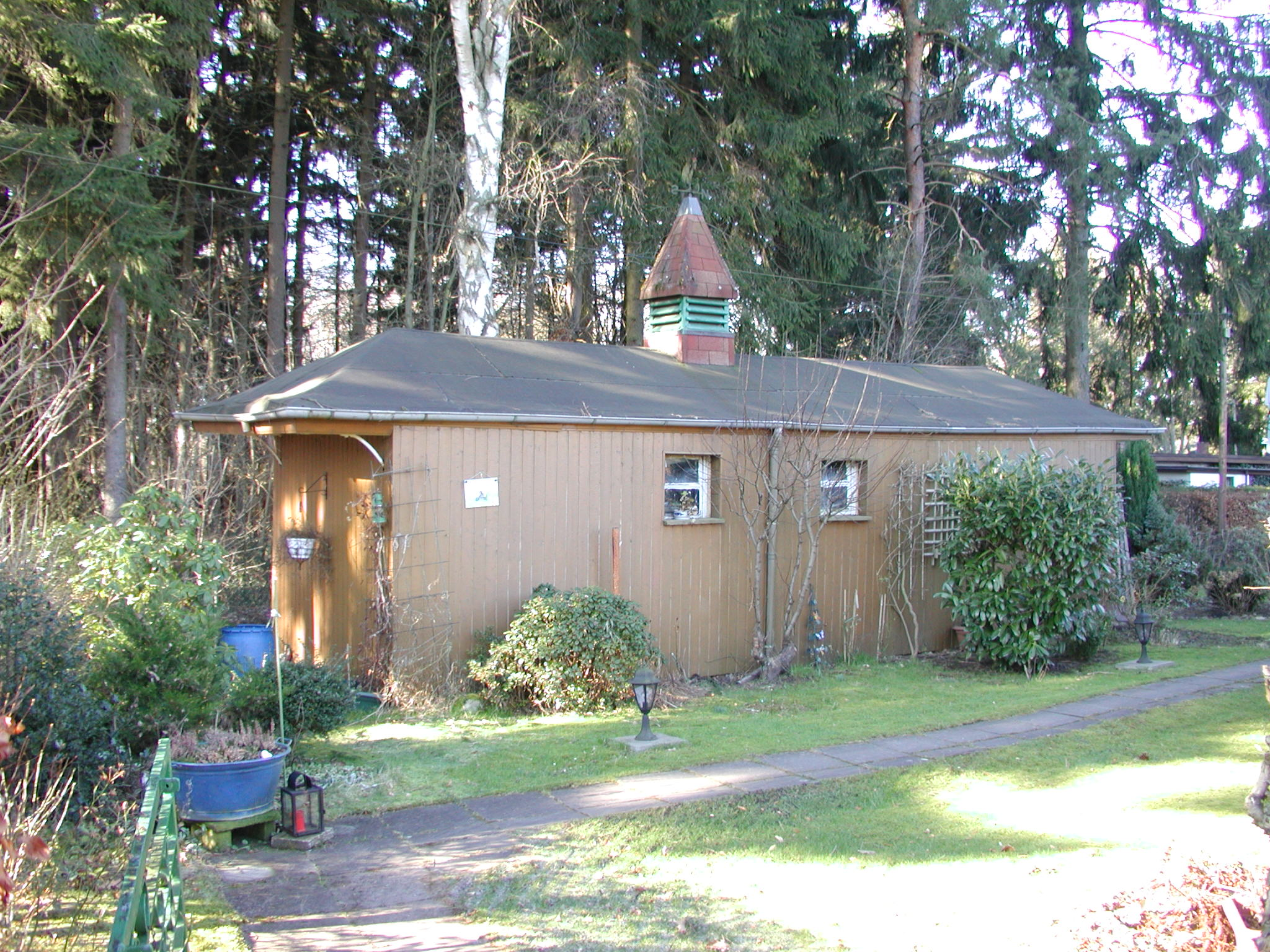
Gartensiedlung Am Moorbad, ehemaliger AKN-Waggon

## Wirtschaft
Die über Jahrhunderte für Egenbüttel typischen landwirtschaftlichen Ackerbauflächen sind verschwunden, sie sind bis auf wenige Ausnahmen in Baumschulflächen umgewandelt.
- Ein großer modern aufgebauter und flexibel geführter landwirtschaftlicher Betrieb mit Milchwirtschaft liegt am Kirchenstieg. Der Hof zeigt, dass ein landwirtschaftlicher Betrieb auch in der fünften Generation noch eine Familie ernähren kann. Die Grundlage bilden 180 Milchkühe. Zusätzlich liefern 42 weiße Edelziegen Rohmilch, die in der betriebseigenen Meierei zu frischen Milch- und Käseprodukten weiterverarbeitet wird. Die Direktvermarktung der Milch- und Käseprodukte in einem zur Familie gehörenden Hofladen an der Pinneberger Straße ergänzen den Absatz.

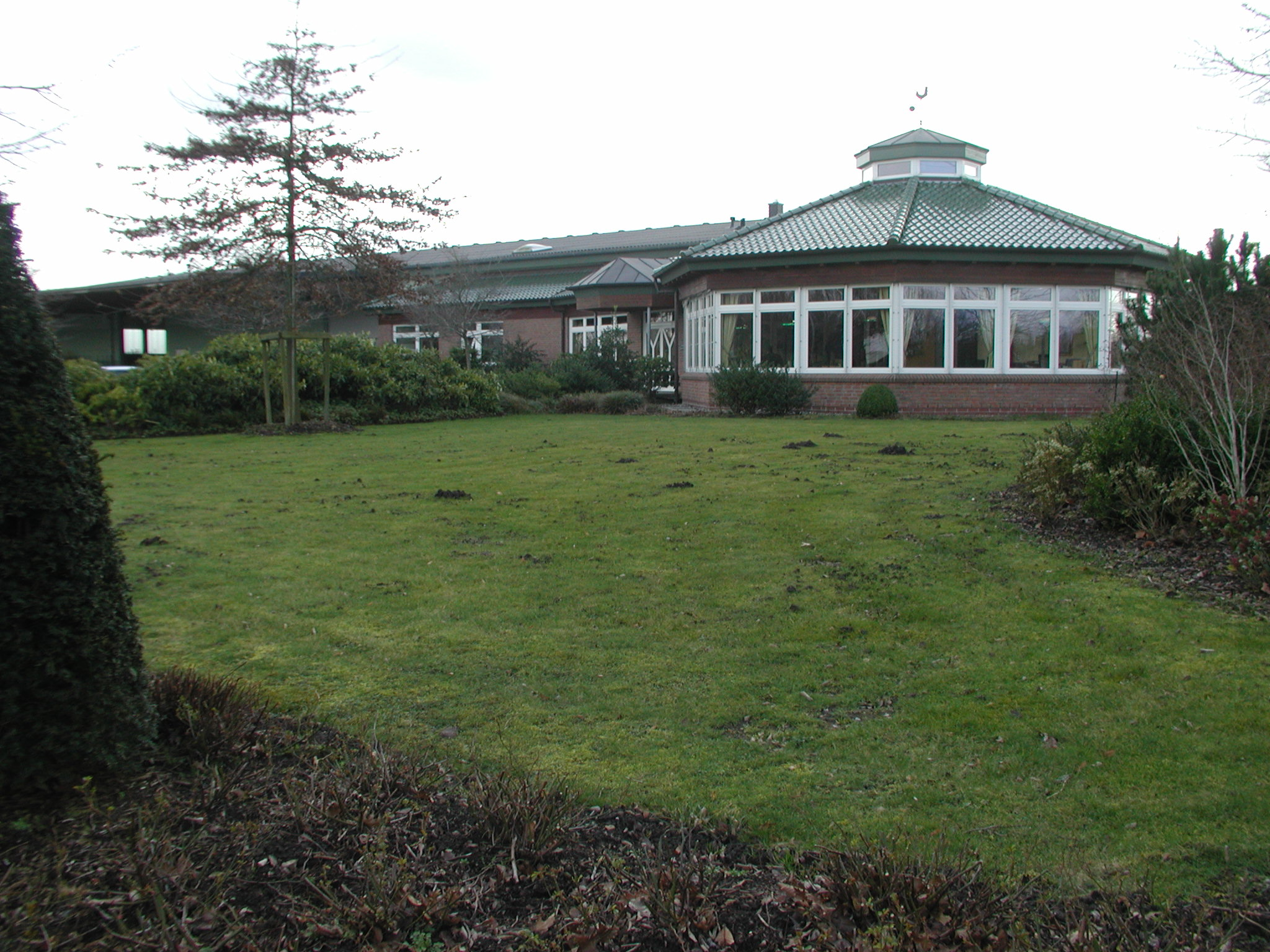
Moderner Baumschulbetrieb Pinneberger Straße 80

- Die Baumschulbetriebe weisen sehr unterschiedliche Größen auf. Es geht von kleinen Familienbetrieben bis modern ausgestatteten und flexibel geführten Baumschulbetrieben im Kreis Pinneberg. Der 1953 an der Dorfstraße gegründete Betrieb produziert nach seinem Umzug an die Pinneberger Straße im Jahr 1999 auf 13 ha Containerfläche nach den neuen umweltschonenden und technischen Erkenntnissen. In einem geschlossenen Regenwasser-Rückgewinnungssystem wird das anfallende Wasser, sowohl Beregnungswasser als auch Niederschlagswasser, in einem Wasserspeicher aufgefangen und von dort aus mit Gießwagentechnik auf der Kulturfläche verrieselt. Der Umzug der Baumschule von der Dorfstraße an die Pinneberger Straße hatte nicht nur für den Baumschulbetrieb Vorteile, auf den verlassenen Produktionsflächen entstand an den neu gebauten Straßen Im Dorfe und Am Dorfteich ein neues Wohngebiet.
- Das Gewerbegebiet Egenbüttel zwischen Hermann-Löns-Weg und Hans-Reumann-Straße entstand auf einem um 30 Hektar großen Kahlschlaggelände. Der Wald wurde in der wirtschaftlichen Not der direkten Nachkriegszeit abgeholzt und verfeuert. Bereits 1946 waren die letzten Waldreste verschwunden und auf dem Gelände wohnten 50 Siedlerfamilien, zerstreut über das gesamte Gebiet. 1956 begann die Wirtschafts- und Aufbaugesellschaft des Kreises Pinneberg m.b.H. mit den Verhandlungen aller Beteiligten und bereits im Sommer 1957 war der Start für die Erschließung des Siedlungsgebietes.[4]

Durch die in diesem Gebiet angesiedelten Betriebe wurde Egenbüttel zu einem Partner für das benachbarte größere Rellingen. Egenbüttel hat bereits 1967 um 50 % mehr Betriebe und mehr als das Vierfache an Beschäftigten als Rellingen. 1974 erfolgte der Zusammenschluss der Gemeinden Rellingen und Egenbüttel.

### Ansässige Firmen an der Industriestraße
1967 hatten sich im Industriegebiet an der Industriestraße bereits 67 Betriebe aus sehr unterschiedlichen Gewerken angesiedelt. Einige der Betriebe erreichten weitreichende Bedeutung. Als Beispiel sind hier aufgeführt:
Lackfa, Chemische Fabrik; Hoffmann, Kartonagenfabrik; Wickersheim, Maschinenfabrik; Ottleuchten, Beleuchtungskörperfabrik; Autoflug, Sicherheitsgeräte für Luftfahrt und Autoindustrie; Hofmann, Maschinenfabrik; Schulenburg, Möbelhandlung.

### Schulwesen und Weiterbildung

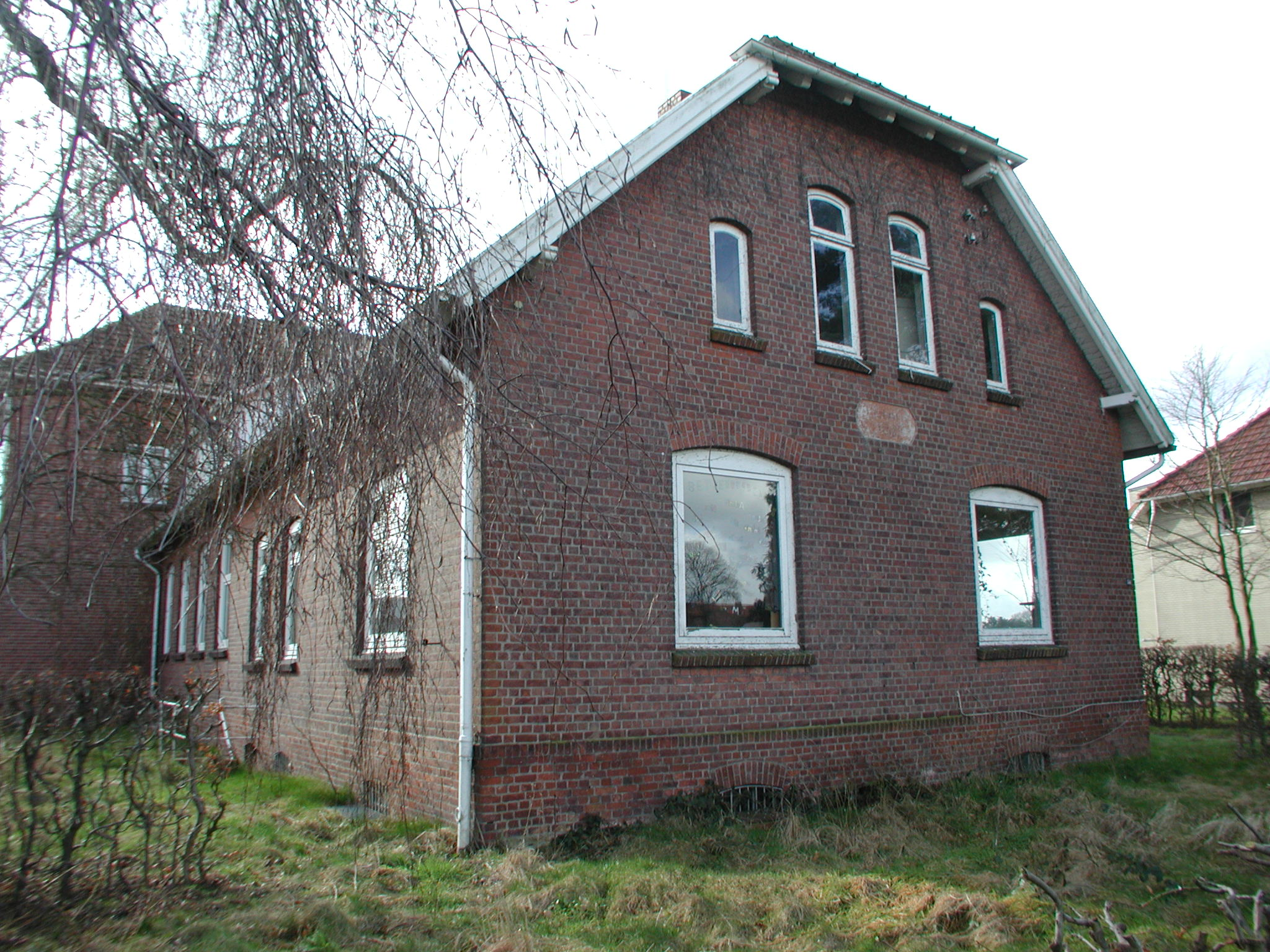
Schulhaus Pinneberger Straße 54

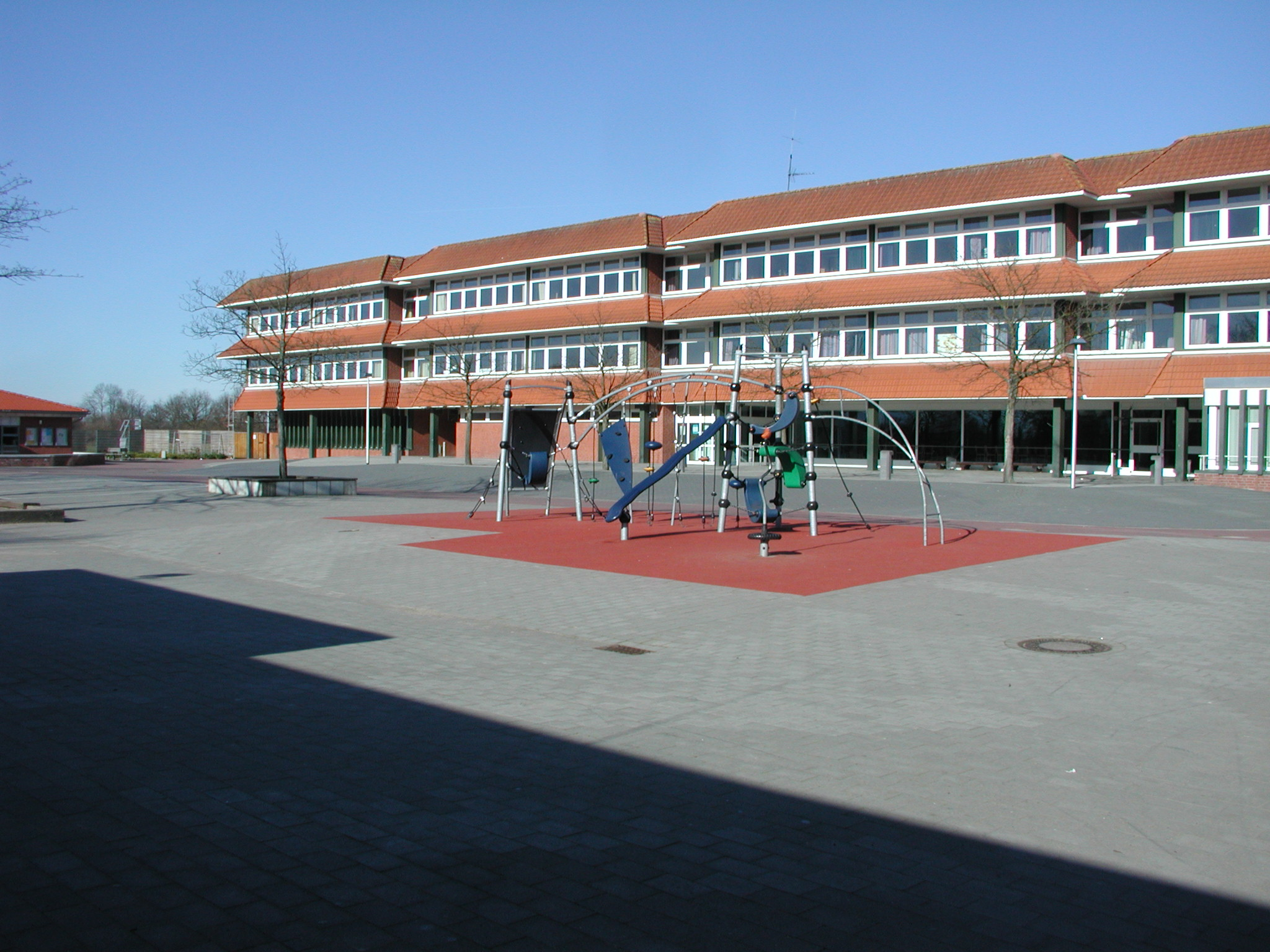
Schulzentrum am Schulweg

Das Schulzentrum Egenbüttel am Schulweg ist der vierte Schulstandort in der Geschichte der Egenbütteler Schulen. Von der ersten Schule sind keine näheren Angaben bekannt. Bekannt ist, dass die Egenbütteler Einwohner 1721 an den Landdrosten Otto Carl von Callenberg (1686–1759) in Pinneberg mit der Bitte herantraten, einen Schulhalter einstellen zu dürfen. Vorher gab es in dem Dorf keine Schule. Die zweite Schule, ebenfalls einklassig, stand auch 2008 noch in der Hohlen Eiche Nr. 7. Sie war 1882 mit Materialien des älteren Schulhauses errichtet worden. Diese Schule erwies sich in den Folgejahren als reparaturanfällig und zu klein, so entstand 1906 die dritte Schule, jetzt dreiklassig, an der Pinneberger Straße 54. Aber nicht alle schulpflichtigen Kinder in Egenbüttel durften diese Schule besuchen. Im Adressbuch Schiller-Tietz von 1904 steht: Schulgemeinde: Landgemeinde Egenbüttel (mit Ausnahme der Besitzung des Landmannes H.H. Rechter in Hempberg, die zur Schulgemeinde Krupunder gehört). Die alte Schule stand schon 2007 mehrere Jahre leer, wird nicht mehr genutzt.
1915 wurde bereits ein Anbau erforderlich. Nach dem starken Bevölkerungsanstieg nach dem Zweiten Weltkrieg (Flüchtlinge aus den Ostgebieten) und den geburtenstarken Jahrgängen der Nachkriegszeit folgten weitere Erweiterungen: 1960 durch die „Bungalowklassen“, 1970 mit weiteren fünf Klassenräumen im Westtrakt und 1972 mit weiteren sechs Klassenräumen im Osttrakt.
Vor der Eingemeindung 1974 haben beide Gemeinden bereits auf dem Gebiet des Schulwesens zusammengearbeitet, der Schulverband der Gemeinden Rellingen und Egenbüttel wurde im Dezember 1970 gegründet. Der Schulverband, dem im Dezember 1971 auch die Gemeinde Tangstedt beigetreten war und der deshalb in Schulverband Rellingen-Egenbüttel-Tangstedt umbenannt wurde, errichtete das Schulzentrum mit Hauptschule, Realschule und Sonderschule (Schule für Lernbehinderte). Seit 2003 wird auch eine OGTS (Offene Ganztagsschule) angeboten.

### Vereine
- Sport-Club Egenbüttel von 1953 e.V.: Der SC Egenbüttel verfügt über ein Sportgelände mit fünf Rasenplätzen, ausgestattet mit Fluchtlichtanlagen, Sportlerheim und Umkleideräumen.
- Fußballclub Eintracht Rellingen von 1987 e.V. Am 20. Mai 1987 wurde der Verein unter dem Namen F.C. Egenbüttel gegründet. Wenige Monate später wurde in einer außerordentlichen Mitgliederversammlung die Umbenennung in Fußballclub Eintracht Rellingen von 1987 e.V. beschlossen, um eine Verwechslung mit dem SC Egenbüttel zu vermeiden.
- Tennisclub Egenbüttel e.V. 1967 wurde der Club mit den Anlagen am Moorweg gegründet. Der Verein verfügt über sieben Außenplätze und eine vereinseigene Dreifeldhalle. Der Club hat etwa 400 Mitglieder mit einem Jugendanteil von etwa 25 %.

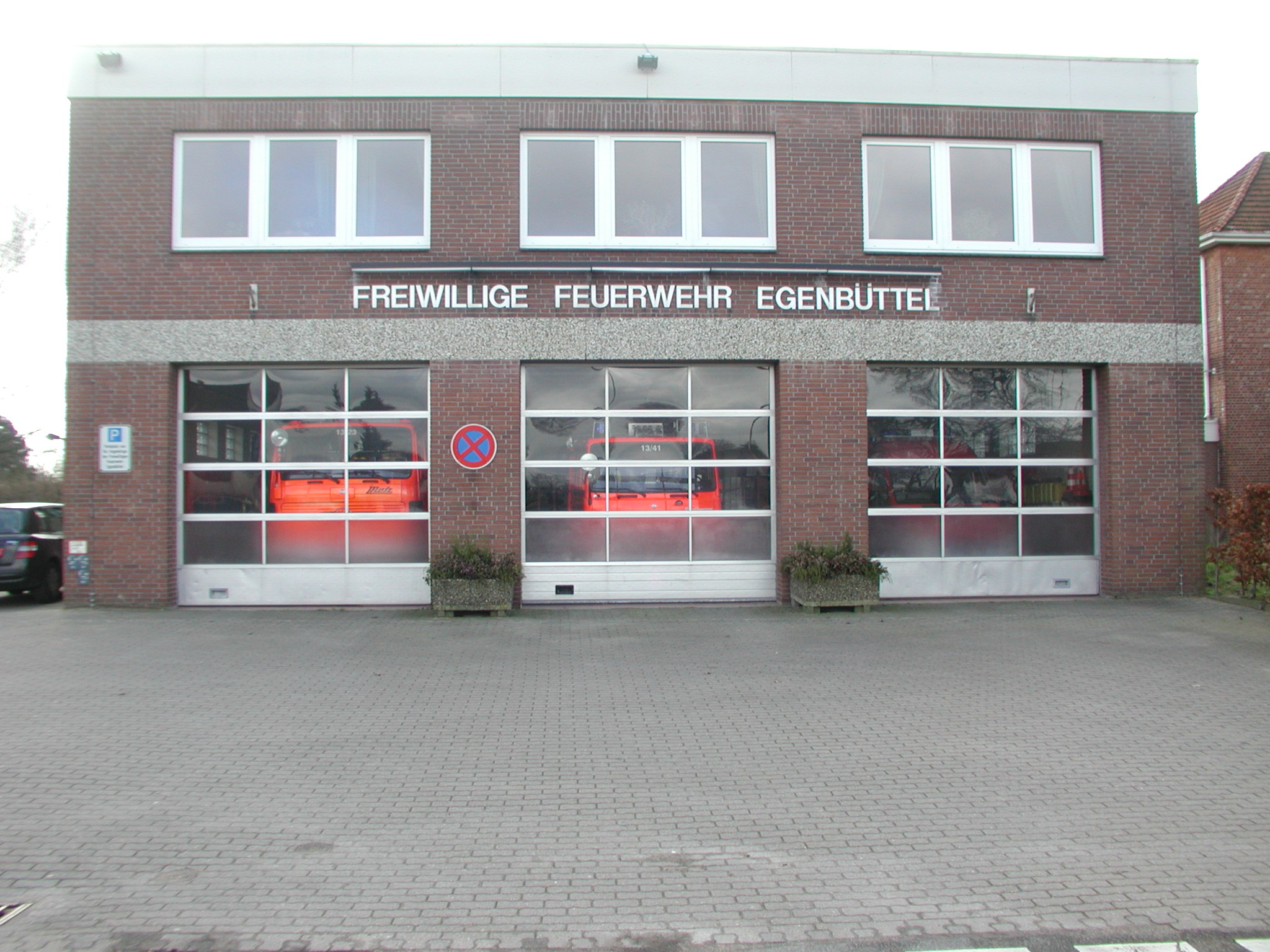
Feuerwehrhaus an der Pinneberger Straße 56

- Feuerwehr Das erste Spritzenhaus der Egenbütteler Pflichtfeuerwehr wurde 1889 in der Nähe des heutigen Ehrenmals, Am Gedenkstein, errichtet. Es war nur ein kleines Haus, es genügte, um die eine Handdruckspritze unterzustellen, die mit Pferd und Wagen zur Brandstelle befördert werden musste. Die Freiwillige Feuerwehr Egenbüttel wurde erst 1942 im Gasthaus Hohle Eiche gegründet. 1946 wurde an der Pinneberger Straße neben der Schule ein neues Feuerwehrhaus erstellt, das wiederum 1977 für ein vergrößertes Feuerwehrhaus für drei Fahrzeuge weichen musste.

### Frühere Vereine
- Schützenverein Egenbüttel & Umgebung gegr. 1886

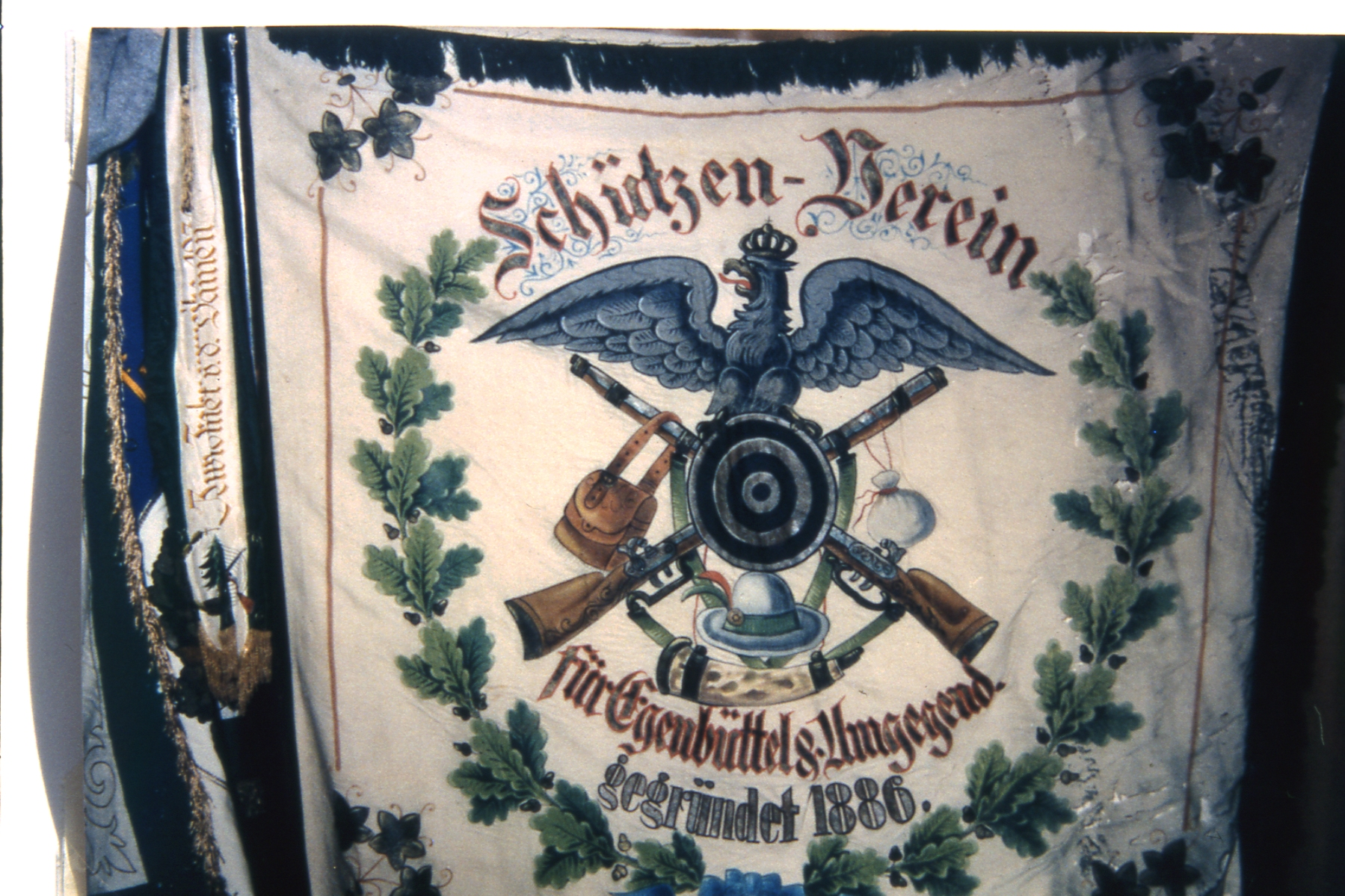
Fahne Schützenverein für Egenbüttel & Umgebung
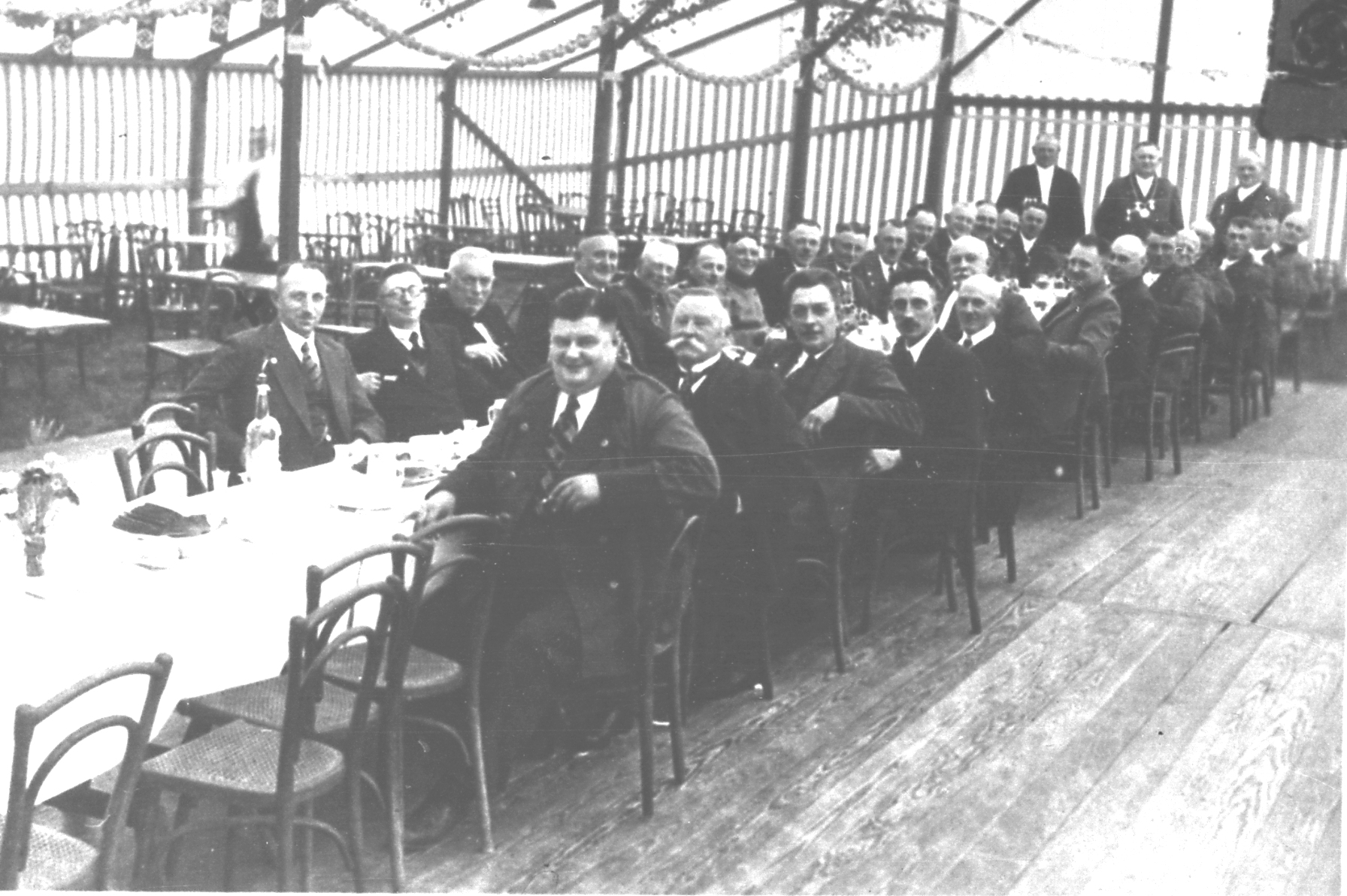
Schützenzelt um 1936
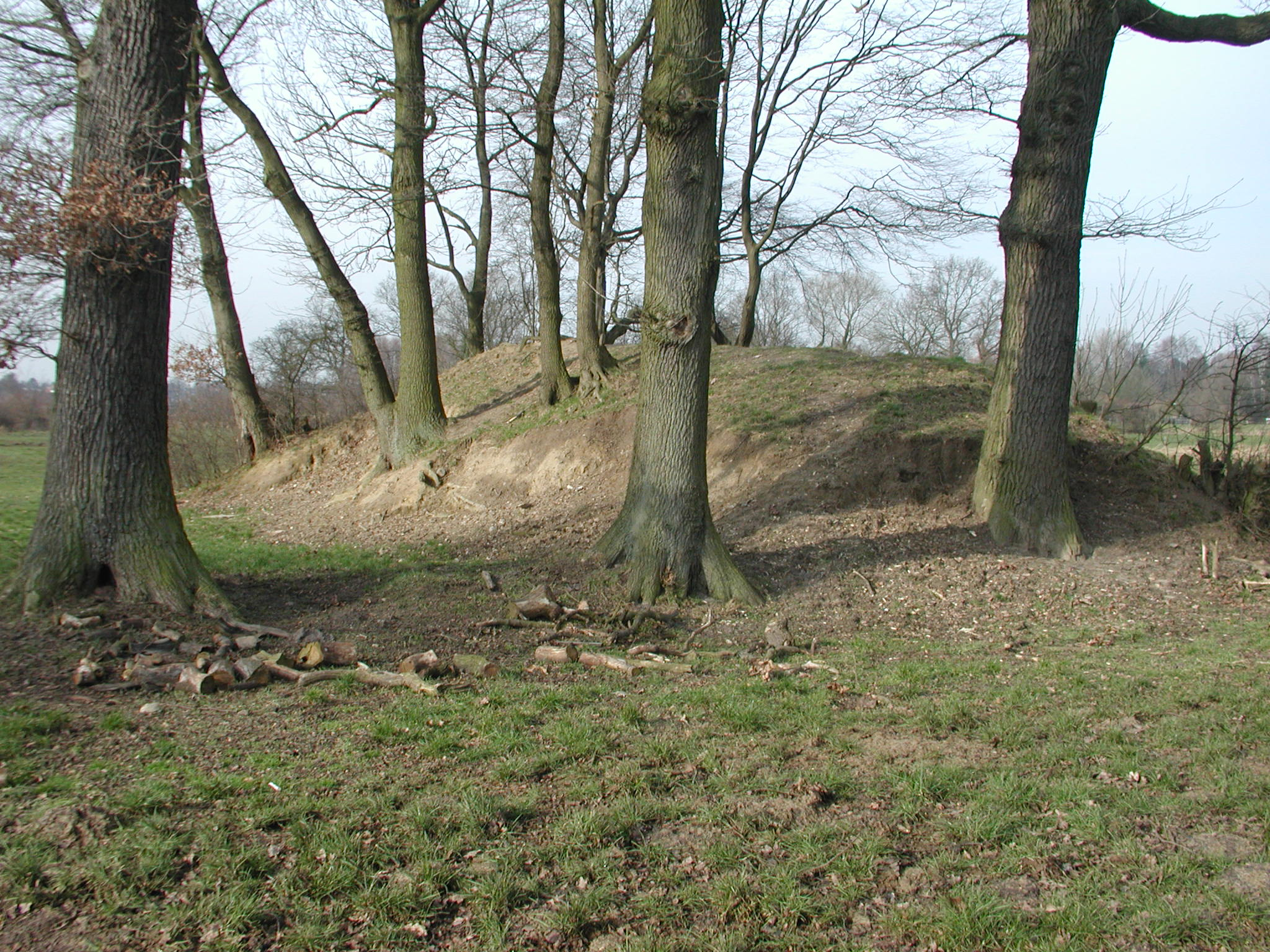
Ehemaliger Kugelfang vom Schießstand, 2008
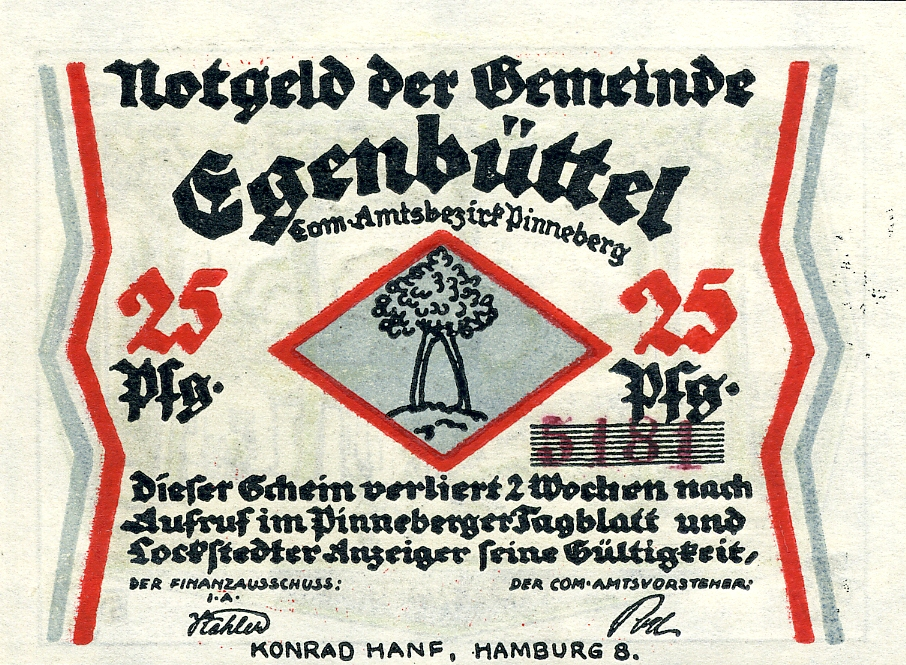
Notgeld, Rückseitenmotiv
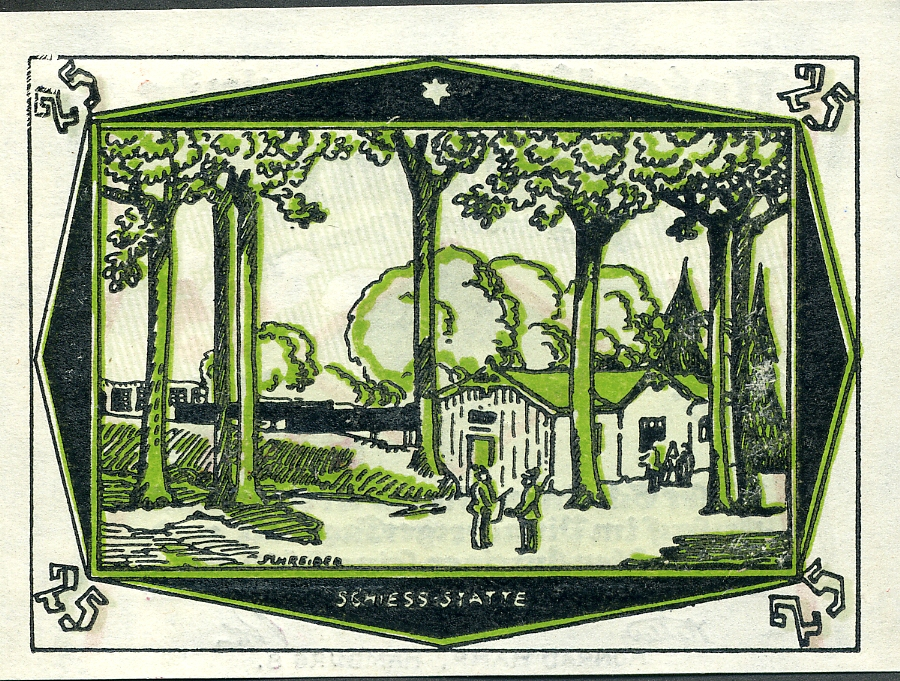
Notgeld, Schützenhalle und Scheibenstand
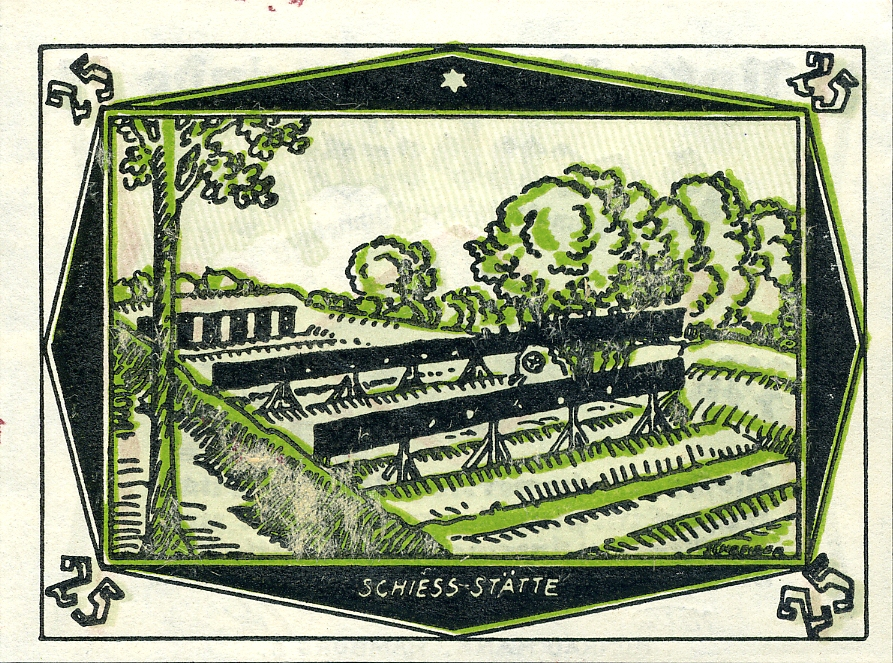
Notgeld, Scheibenstand
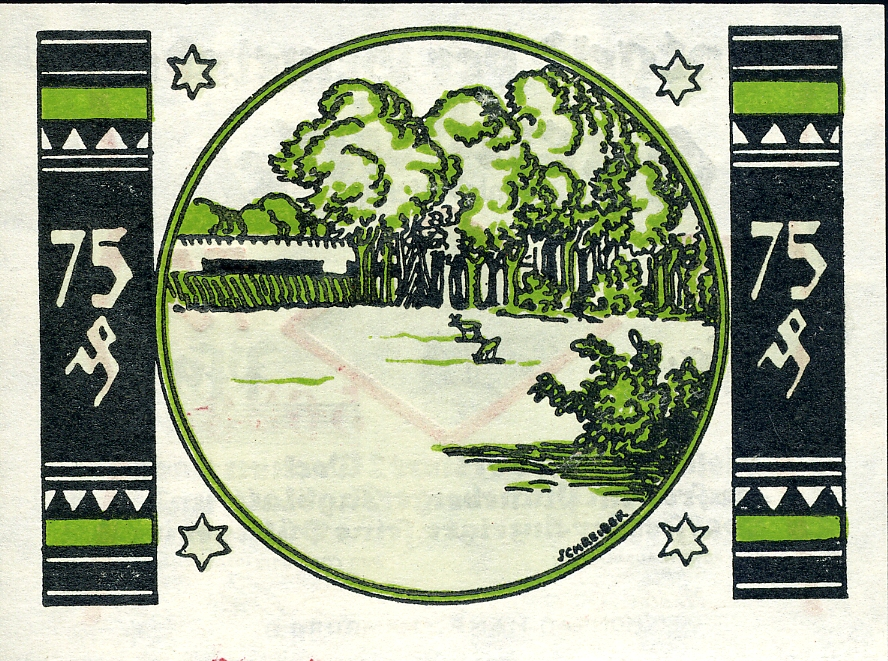
Notgeld, Scheibenstand

Von der Schützenhalle und dem Schießstand am Egenbütteler Gehölz war 2008 nur noch der Kugelfang, der sogenannte „Bleiberg“, vom Ende der Schießanlage erhalten.
- Kampfgenossen- und Kriegerverein Egenbüttel gegr. 1910

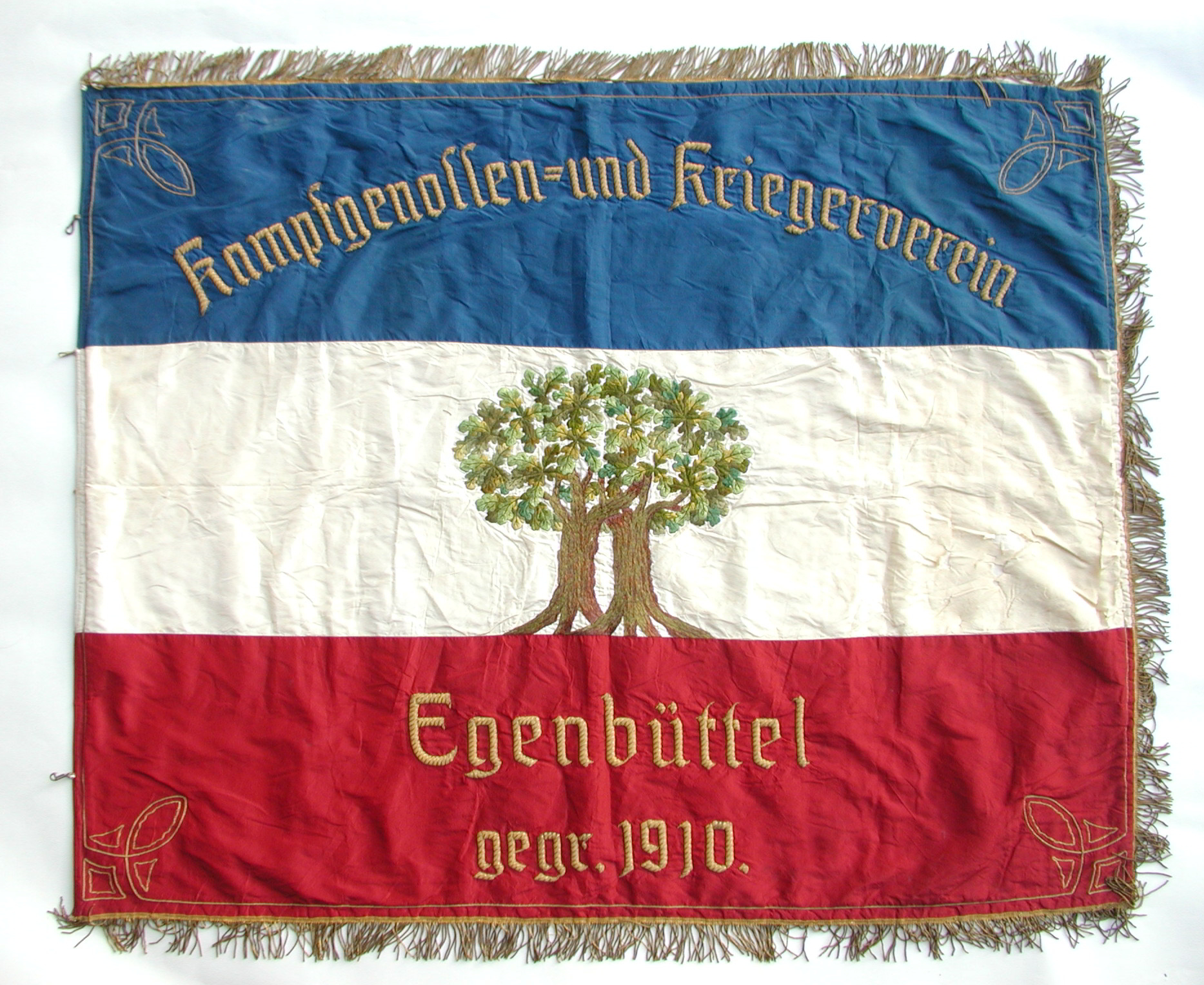
Kampfgenossen- und Kriegerverein Vorderseite
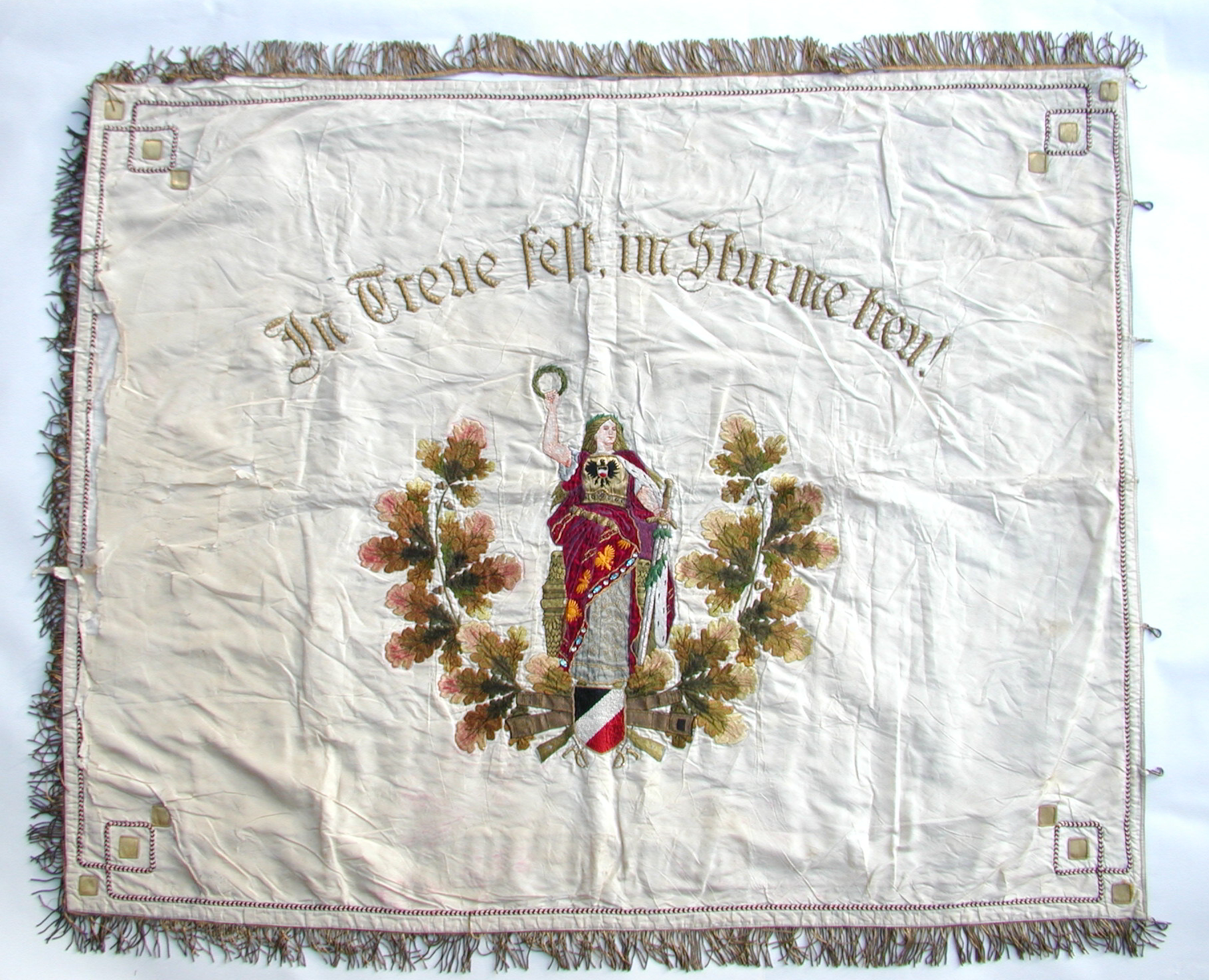
Kampfgenossen- und Kriegerverein Rückseite
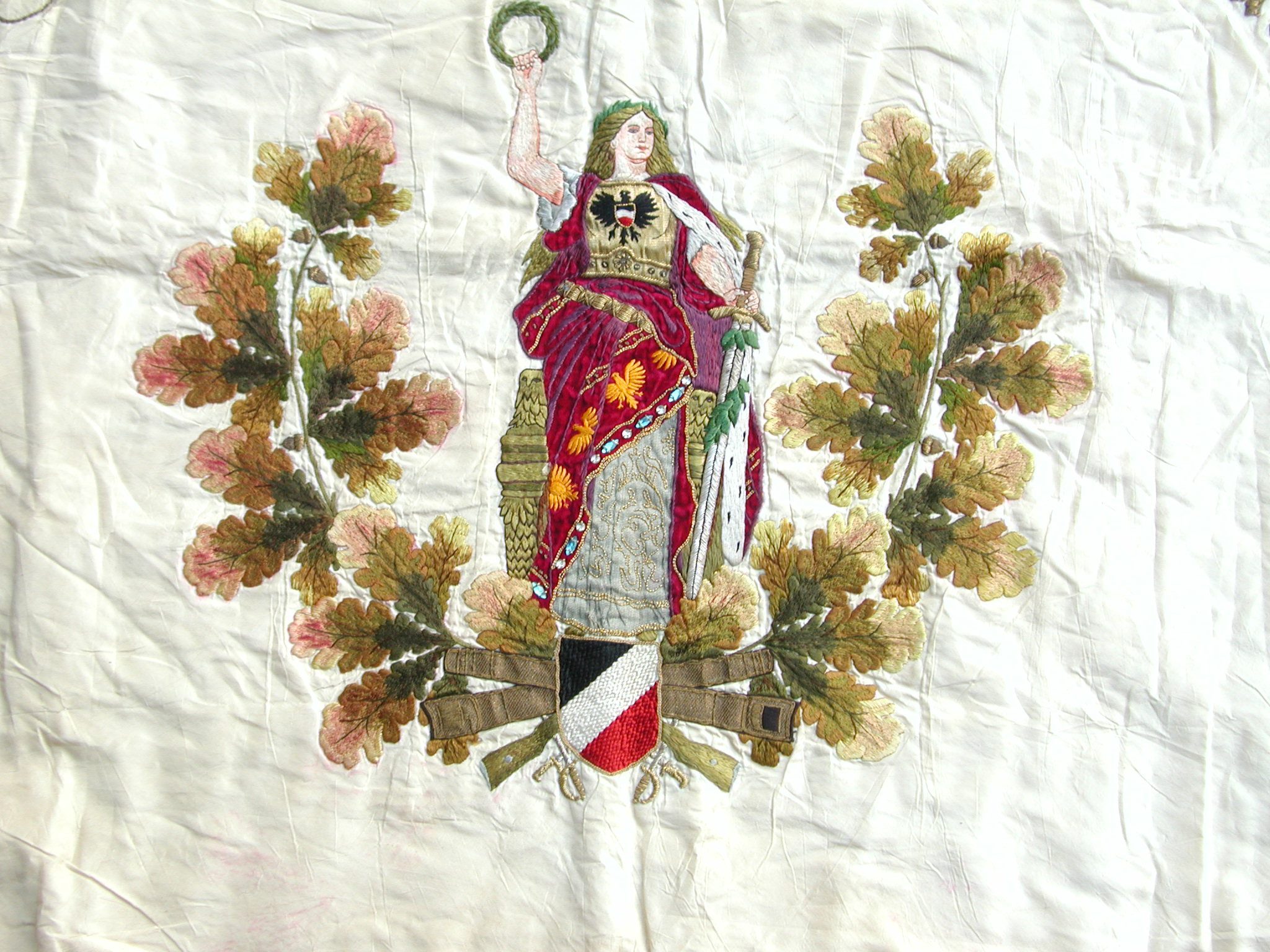
Ausschnitt der Rückseite

Der Kampfgenossen- und Kriegerverein entstand nach Gründung des Deutschen Reiches von 1871 bis zum Beginn des Ersten Weltkrieges 1914. In Rellingen heißen die Vereine dieser Richtung: Verein Militärische Brüderschaft von Rellingen und Umgebung, Kampfgenossenverein von 1870 bis 1871 für Rellingen und Garde Korps des Kreises Pinneberg, Sitz Rellingen. Die Originalfahne der Egenbütteler Kampfgenossen war 2008 noch erhalten.
Beschreibung der Fahne: Die eine Seite ist blau-weiß-rot längsgestreift mit dem Schriftzug „Kampfgenossen- und Kriegerverein“ auf dem blauen, einer stilisierten Doppeleiche auf dem weißen und dem Schriftzug „Egenbüttel gegr. 1910“ auf dem roten Streifen. Die andere Flaggenseite zeigt auf weißem Grund eine Frauenfigur, darüber halbkreisförmig der Schriftzug: „In Treue fest, im Sturme treu!“

### Religionen
In Sichtweite der Rellinger Kirche gelegen, gehört Egenbüttel seit Bestehen des Kirchspiels Rellingen zur Kirchengemeinde Rellingen. 1260 wurde mit Pfarrherr Eylardus erstmals ein urkundlich belegbarer Pfarrer erwähnt. Das ursprünglich um 150 km² umfassende Kirchspiel wurde 1768 in zwei Pfarrbezirke aufgeteilt; Egenbüttel gehörte danach zum Pfarrbezirk II. 1958 wurde aus Bönningstedt, Ellerbek und Egenbüttel-Siedlung eine eigene Kirchengemeinde. Die Kirchengemeinde Rellingen umfasste 2008 Rellingen-Ort, ein Teilgebiet von Egenbüttel und Tangstedt mit der Wulfsmühle. Der Name Egenbüttel wurde 1797/1798 bei den Tumulten anlässlich der Durchführung der neuen Agende (Gottesdienstordnung) erwähnt. Mitglieder der Kirchengemeinde, namentlich wurde ein Johann Hinrich Pein aus Egenbüttel erwähnt, wehrten sich gegen die neuen Bibeltexte. Johann Hinrich Pein musste nach den Untersuchungen und Verhandlungen sogar in den Karzer.
Die nächsten katholischen Kirchengemeinden befinden sich in Halstenbek und Pinneberg.

### Kriegerdenkmal
Das Kriegerdenkmal für die Gefallenen der Kriege aus Egenbüttel steht an der Pinneberger Straße in der Anlage Am Gedenkstein. In der Anlage ein Steinkreuz mit der Inschrift „Denen, die für uns starben“, daneben in den Boden eingelassene Steintafeln mit den Jahreszahlen der Kriege von 1870 bis 1871, 1914 bis 1918 und 1939 bis 1945. Ebenfalls ein Namensstein für den einzigen Kriegstoten von 1870/71 H.H. Westphalen und ein großer Stein mit der Inschrift 1914/1918 (Eisernes Kreuz) Zur bleibenden Erinnerung an unsere im Weltkrieg gefallenen Söhne. Darunter die folgenden 16 Namen der Kriegstoten des Ersten Weltkrieges.

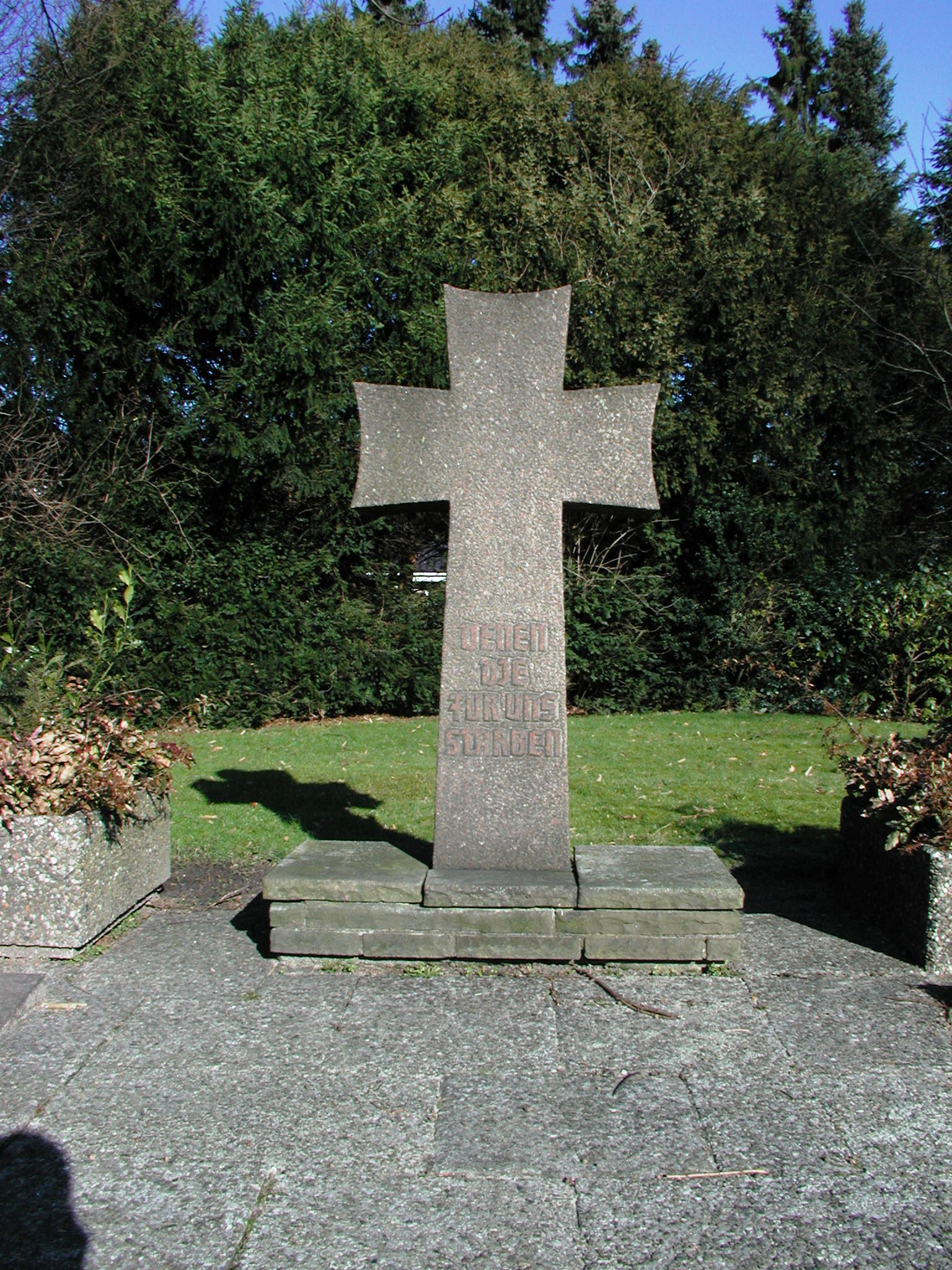
Kriegerdenkmal Am Gedenkstein
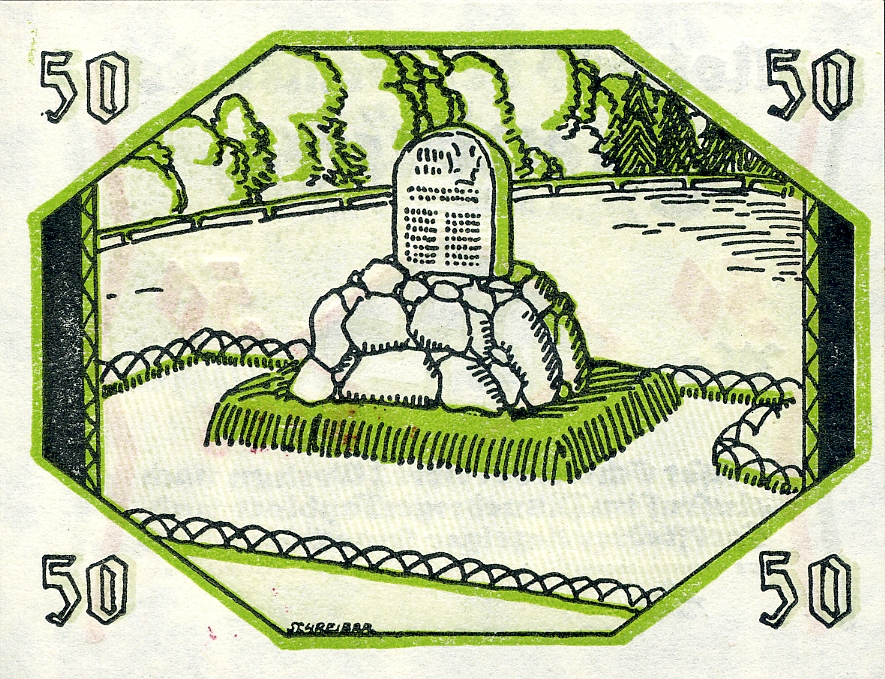
Kriegerdenkmal auf 50 Pfg. Notgeldschein 1921
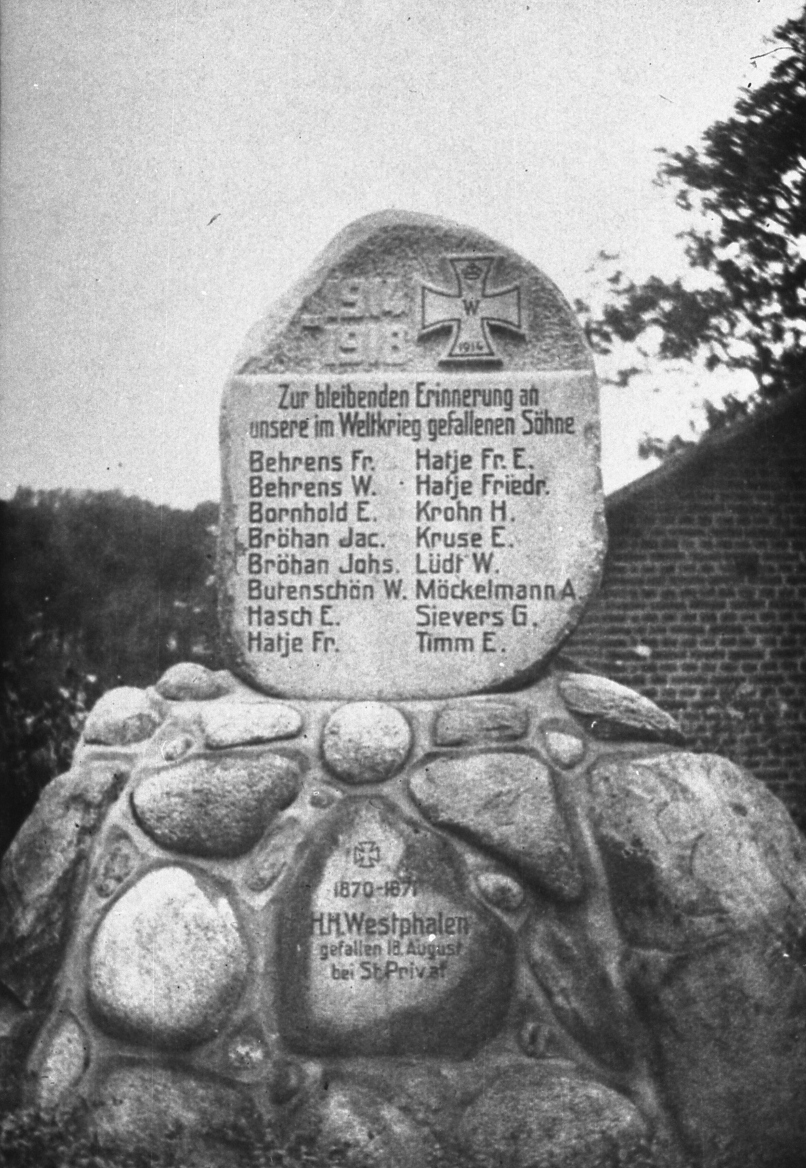
Kriegerdenkmal 1870/71 und 1914/18 am alten Spritzenhaus

Der große Stein mit den Gefallenen aus dem Ersten Weltkrieg war zusammen mit dem Gedenkstein 1870/1871 Bestandteil eines nach dem Ersten Weltkrieg im Zeitgeschmack der 1920er Jahre errichteten Denkmals an annähernd gleicher Stelle neben dem alten Spritzenhaus. 1956 wurde das Ehrenmal erstmals umgestaltet. 1962 wurde nach der Kurvenbegradigung der Pinneberger Straße die gesamte Anlage noch einmal großzügig umgestaltet. Die gesamte Anlage wurde vorgezogen, ein Plattenweg verlegt und Bäume und Ziersträucher gepflanzt.

### Naturdenkmale

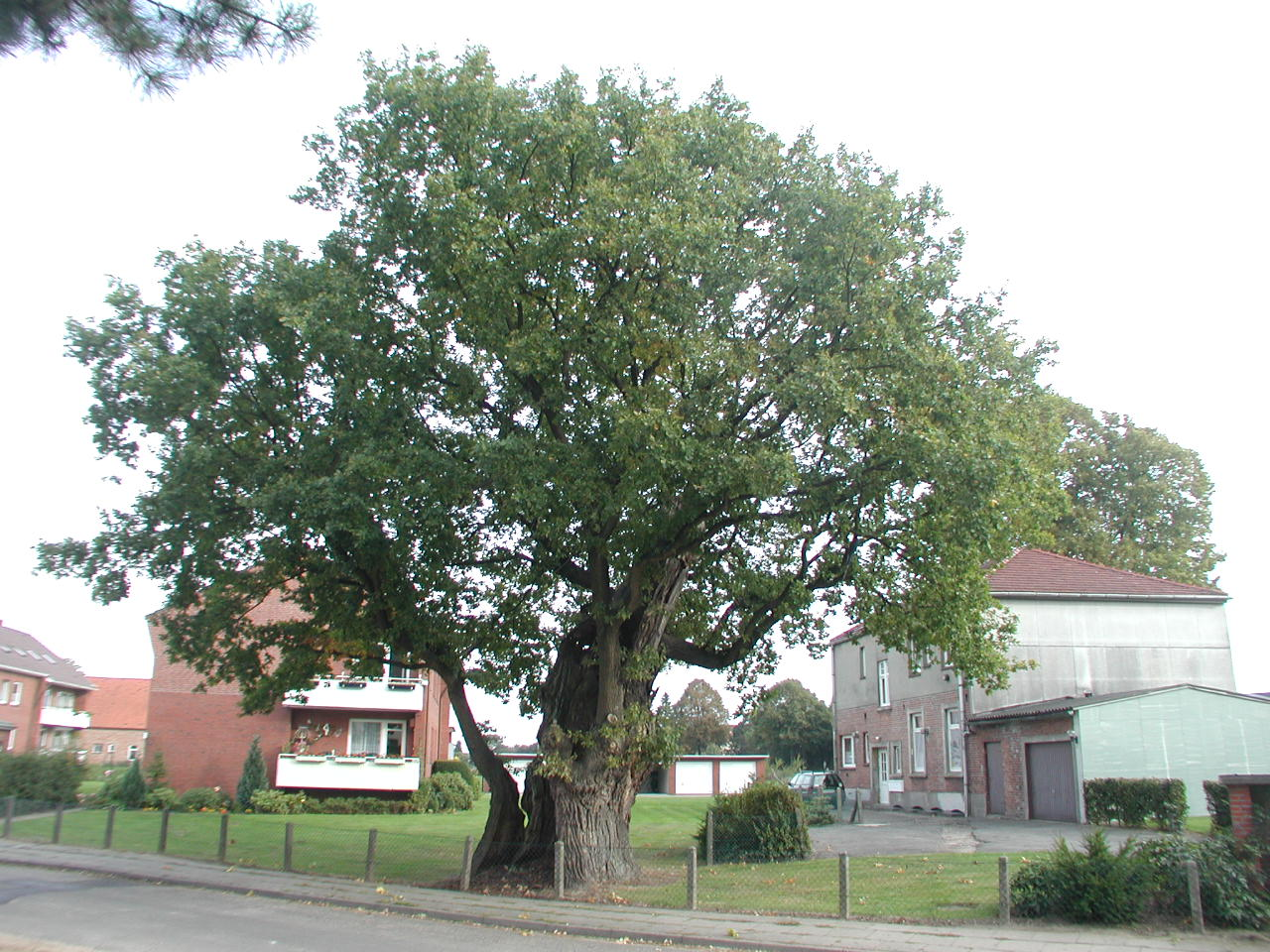
Naturdenkmal Hohle Eiche Aufnahme 2003
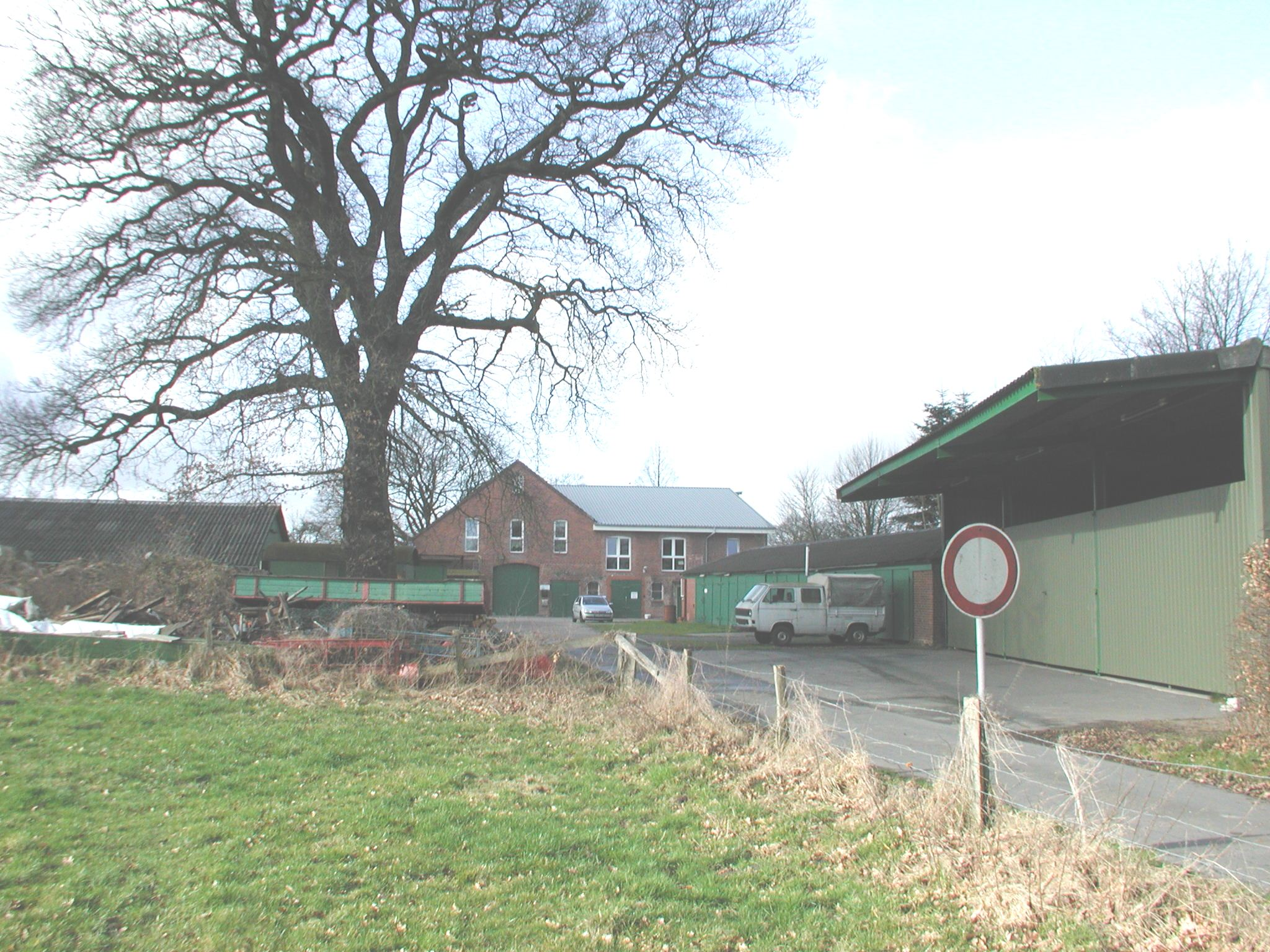
Naturdenkmal Pinneberger Straße 48
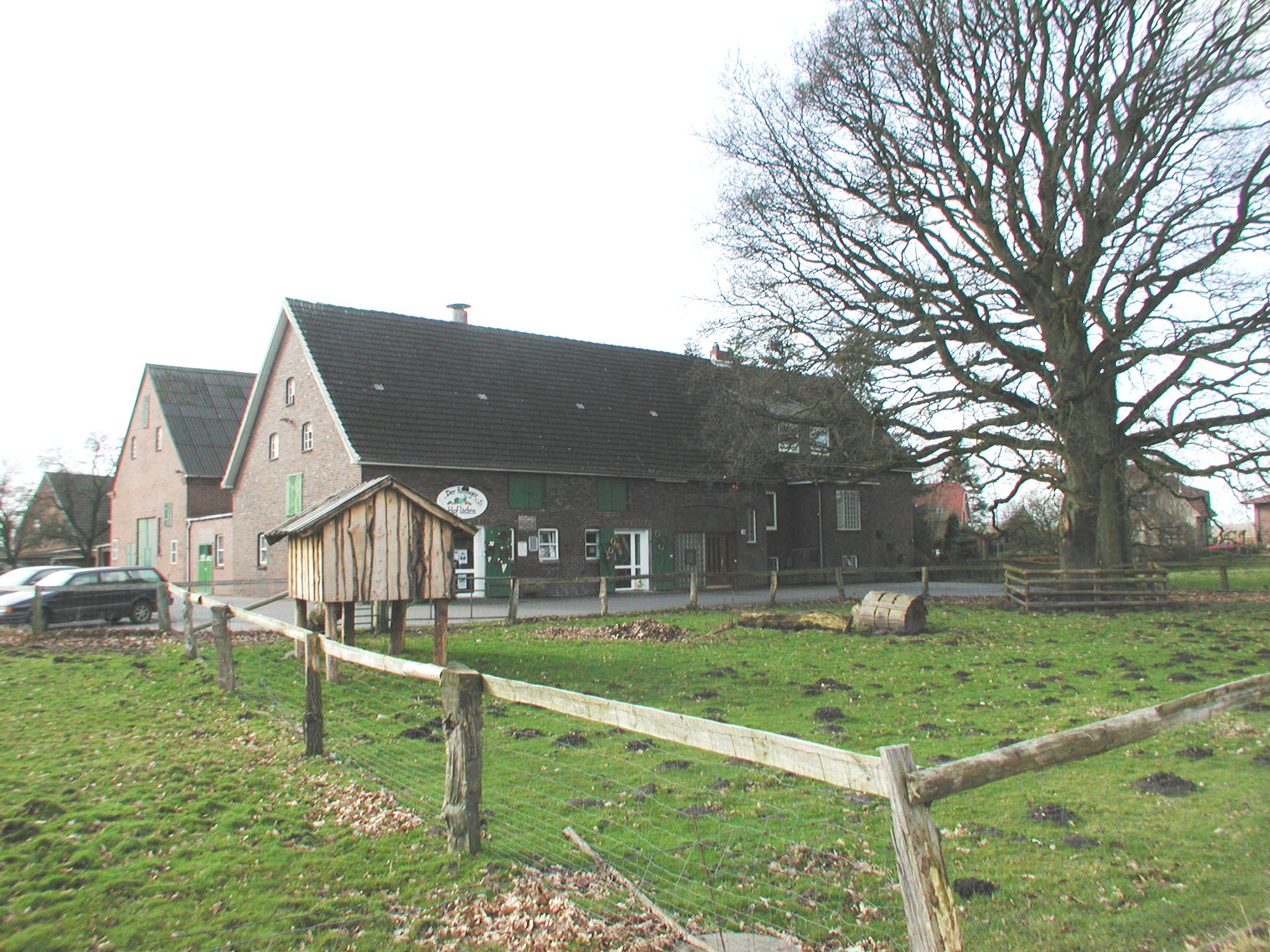
Naturdenkmal Pinneberger Straße 38

Die Naturschutzbehörde hat in der Liste der Naturdenkmale im Kreis Pinneberg für Egenbüttel drei Naturdenkmale aufgelistet:
- „Hohle Eiche“, Stieleiche an der Straße „Hohle Eiche“, vor Haus-Nr. 2; das Alter dieses Baumes gibt das Deutsche Baumarchiv mit 450 bis 600 Jahre an. Somit ist sie eine der ältesten Eichen Schleswig-Holsteins. Mit einem Umfang von 8½ Metern ist sie auch die zweitdickste Eiche in Schleswig-Holstein.
- Stieleiche; Pinneberger Straße 48; Nr. 1 links vom Haus vor dem Schuppen, Nr. 2 rechts vom Haus.
- Stieleiche; Pinneberger Straße 38, Nr. 1/2 an der Hofzufahrt, Nr. 3 im Hintergarten neben dem Teich am Halstenbeker Weg.[7]

### Landschaftsschutzgebiet LSG 06 Düpenau-Mühlenau
Das Landschaftsschutzgebiet Düpenau und Mühlenau besteht seit 2004 für das Gebiet der Gemeinden Schenefeld, Halstenbek, Pinneberg, Rellingen, Rellingen-Egenbüttel, Ellerbek, Bönningstedt und Hasloh. In Egenbüttel betrifft es ungefähr das Gebiet der Mühlenau von der Kirchenstieg-Mühlenaubrücke bis zur Mühlenaubrücke Pinneberger Straße / Hamburger Straße in Rellingen-Ort. Das Landschaftsschutzgebiet wird nicht durch einen Wanderweg entlang der Mühlenau Rellau-Düpenau erschlossen.

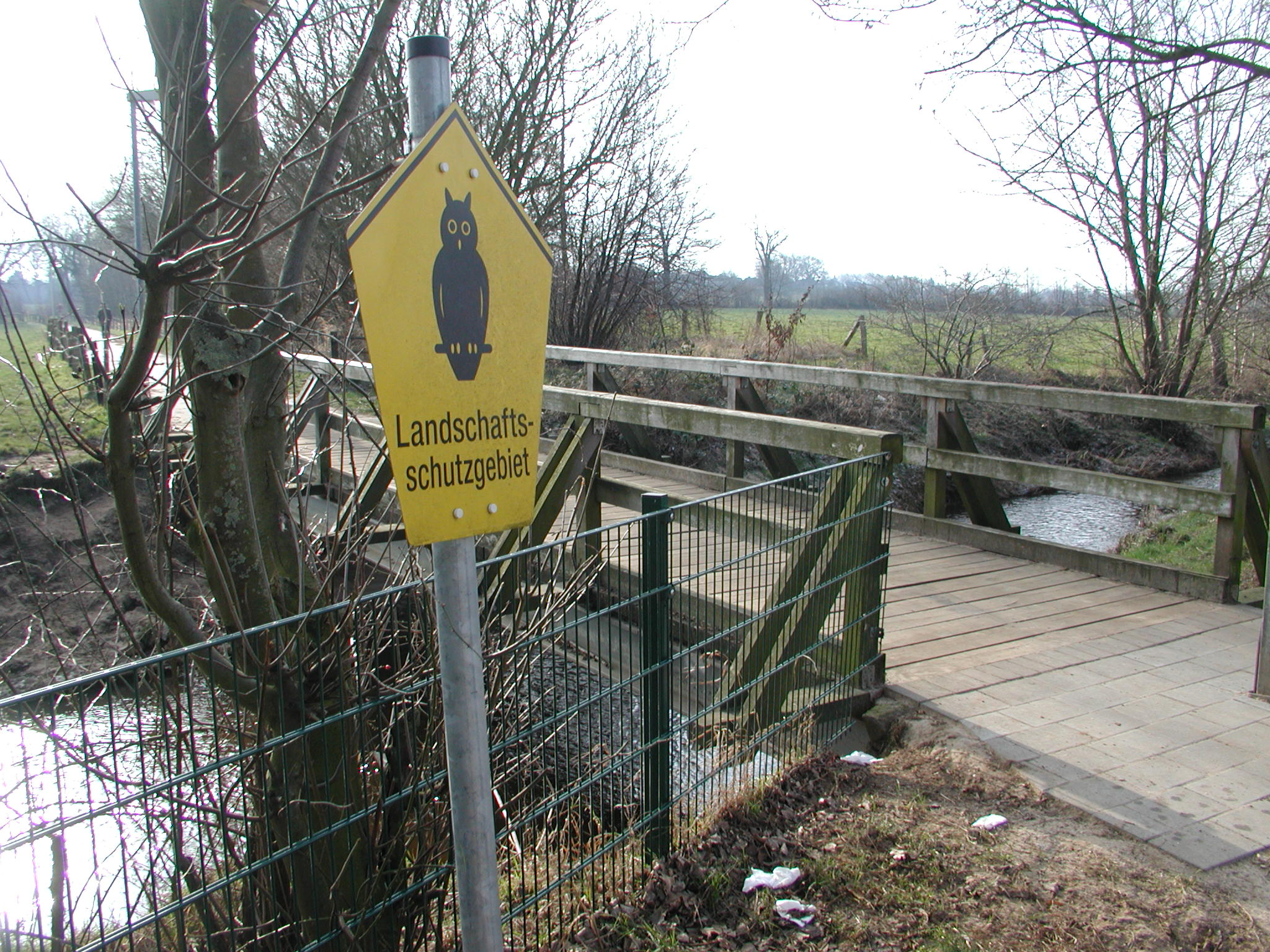
Die Mühlenaubrücke am Bosselwisch
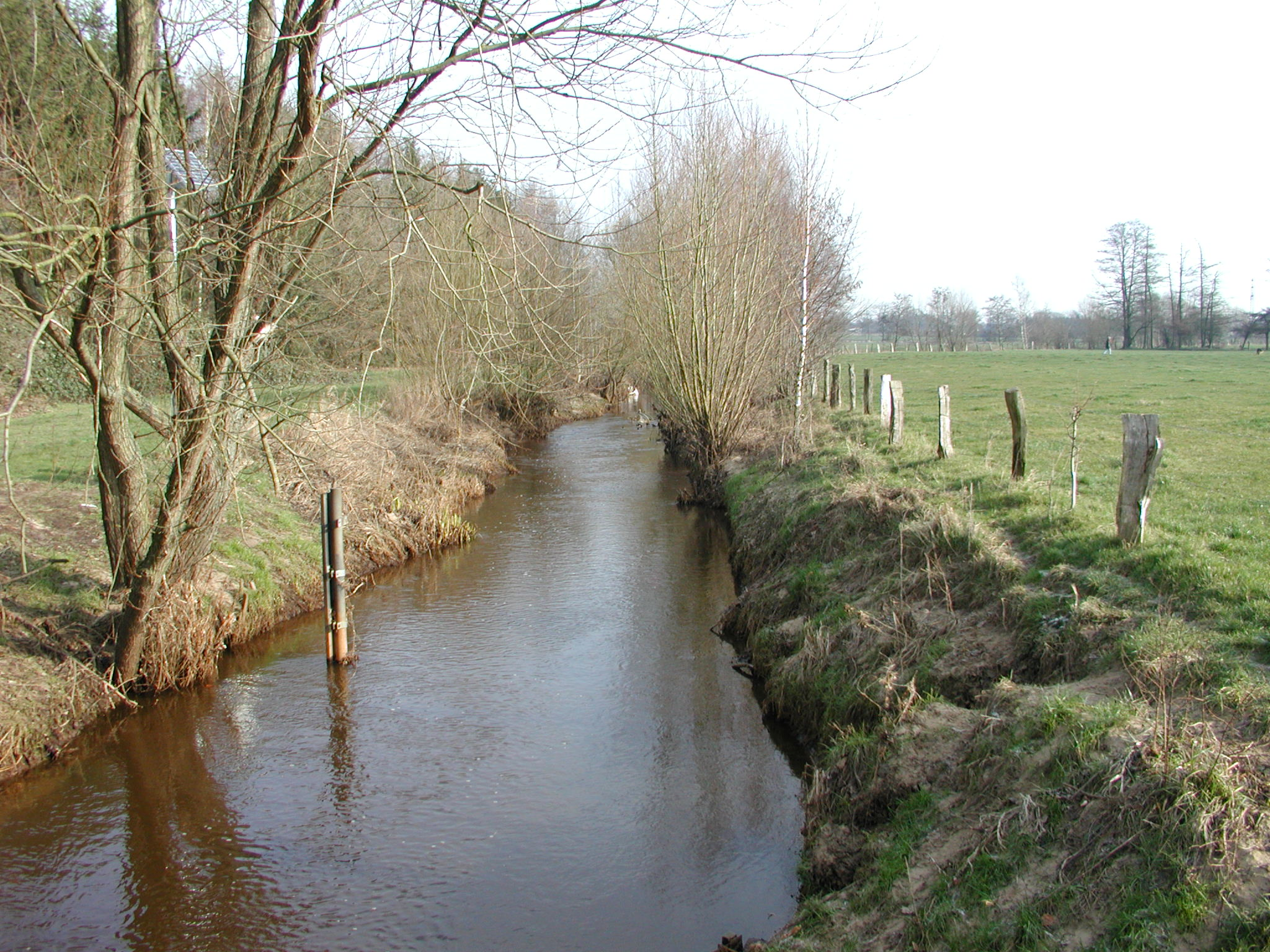
Die Mühlenau, Blick von der Bosselwischbrücke flussaufwärts
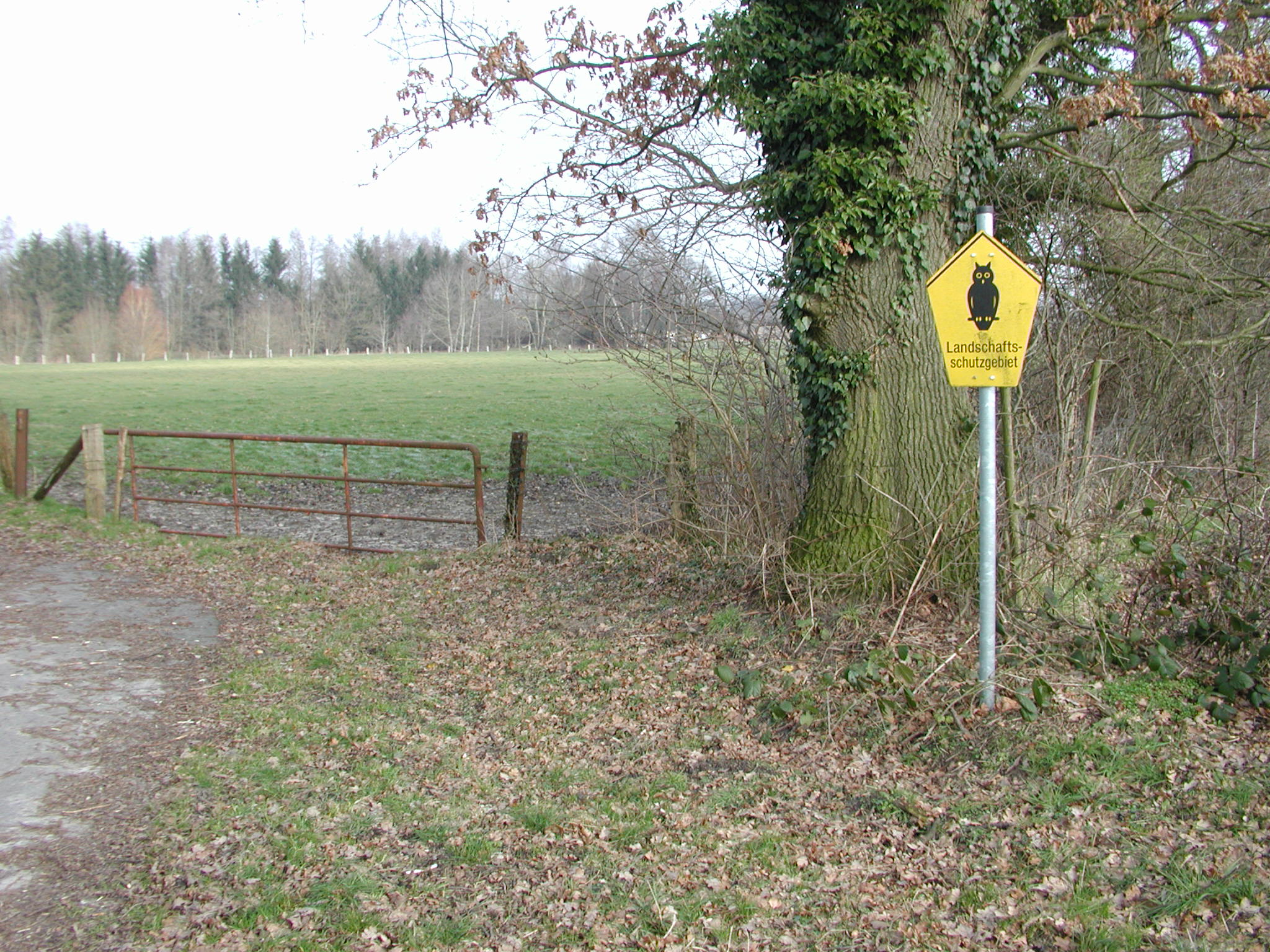
Wiesen am Bosselwisch
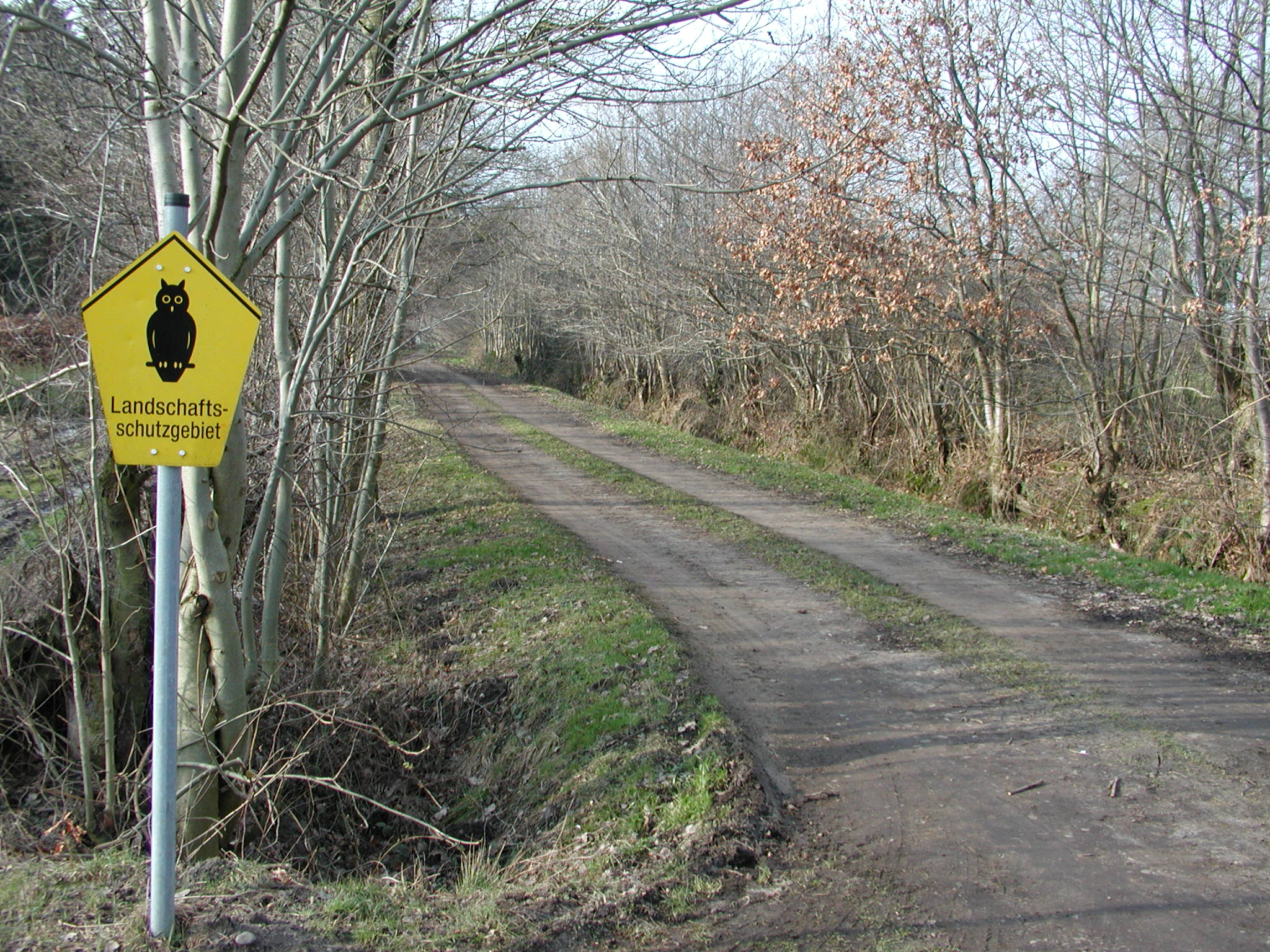
Knickpartie am Kirchenstieg

### Regelmäßige Veranstaltungen
Die Freiwillige Feuerwehr Egenbüttel richtet seit Jahren das Osterfeuer auf der Wiese Halstenbeker Weg / Hempbergstraße aus. Die Veranstaltungen in Rellingen-Ort werden tatkräftig vom Egenbütteler Ortsteil unterstützt.

## Persönlichkeiten

### Ehrenbürger
- Nach Hans Reumann, Landwirt und Kommunalpolitiker, wurde eine Straße benannt. Hans Reumann wurde am 4. Januar 1892 geboren. Er wurde Landwirt und betrieb seinen eigenen Hof in der ehemals selbstständigen Gemeinde Egenbüttel. Seit 1921 war er Mitglied der Gemeindevertretung seiner Heimatgemeinde und wurde deren Gemeindevorsteher und Bürgermeister. Schon früh trat er der NSDAP bei, äußerte sich aber nach der Machtübernahme nicht in ihrem Sinne und musste deshalb sein Amt am 20. Juli 1935 niederlegen. Mehr als zehn Jahre später, nach Beendigung des Krieges und der Naziherrschaft, wurde Hans Reumann durch die britische Militärregierung zum Bürgermeister ernannt. Im Spätsommer 1946 fanden wieder Wahlen zur Gemeindevertretung statt, in deren Anschluss Hans Reumann erneut zum Bürgermeister und zum Vorsitzenden der Gemeindevertretung gewählt wurde. Im Jahr 1951 wurde er wiedergewählt. Er war in dieser Zeit auch mehrere Jahre Amtsvorsteher des Amtes Bönningstedt, dem die Gemeinde Egenbüttel damals angehörte. Hans Reumann gehörte zu den Begründern der CDU in Egenbüttel. Nach seinem plötzlichen Tod am 17. Dezember 1954 trat sein Sohn Karl-Heinz am 13. Mai 1955 seine Nachfolge an. Schon im Jahr 1948 wurde Hans Reumann für seine verdienstvolle Tätigkeit dadurch geehrt, dass auf Beschluss der Egenbütteler Gemeindevertretung die zwischen der Pinneberger Straße und dem Moorweg gelegene Straße seinen Namen erhielt.[8]

### Politik
- Albert Hatje, Baumschuler und Kommunalpolitiker. Stationen waren unter anderem Finanzausschusschef und stellvertretender Bürgermeister in Egenbüttel, Fraktionsvorsitzender der CDU in Rellingen und seit November 1989 Bürgervorsteher der Baumschulgemeinde. Gewürdigt wurde Hatjes Talent zum Ausgleich, sein Humor und sein Einsatz für das Ehrenamt. Er gehört der Baumschuler seit 1941 der Freiwilligen Feuerwehr Egenbüttel an, ist ehrenamtlicher Richter beim Verwaltungsgericht und bekam schon 1988 für sein Engagement das Bundesverdienstkreuz.[9]

### Sonstige
- Magda Butenschön, geb. Helms (1914–2007), Kriegerwitwe, Baumschuler. Magda Butenschön steht an dieser Stelle stellvertretend für weitere Kriegerwitwen aus Egenbüttel mit ähnlichem Schicksal. Die Projektgruppe Frauen und Heimat erstellte 2006 in ihrer Veröffentlichung Portraits Rellinger Frauen den Lebenslauf von Magda Butenschön als Kriegerwitwe mit fünf Kindern und der Leitung einer Baumschule über 30 Jahre.[10]

- Hermann Rechter (1872–1945), Landwirt; nach ihm wurde die Rechterallee benannt. H. Rechter stammt von dem Rechter Stammhof Pinneberger Straße 38, Ecke Halstenbeker Weg. Er selbst bewirtschaftet seinen eigenen Hof den ihm sein Vater an der anderen Ecke des Halstenbeker Wegs an der Pinneberger Straße 34, errichtete. Die althergebrachte Landwirtschaft liegt ihm nicht, er verkauft seinen Hof und betreibt auf dem Nebengrundstück in Zusammenarbeit mit der Rellinger Mühle eine Schweinezucht. Später kauft er zusammen mit einem Schlachter aus Halstenbek dem erblindeten Landwirt Stoldt dessen Ländereien südwestlich der Pinneberger Straße ab. Er parzellierte das Gelände und erschloss es vom Pütjenweg mit einer unbefestigten Straße. Rechter selbst nannte seinen schnurgeraden, mit Birken bepflanzten Feldweg Rechterallee. Dieser Name wurde auch nach dem Verkauf des Geländes an die Gemeinde Egenbüttel und der Bebauung in den 1930er Jahren beibehalten, sozusagen als Anerkennung für seine jahrelange ehrenamtliche Tätigkeit als Gemeindevorsteher der Gemeinde Egenbüttel.